# Liste der Kriegsfischkutter
Diese Liste der Kriegsfischkutter dient als ergänzende Information zum Hauptartikel Kriegsfischkutter. Der Überblick zu den Nachkriegsbauten findet sich in der Liste der Kriegsfischkutter (Nachkriegsbau) ein Überblick zu Marinekennungen und Marineverwendung findet sich in der Liste der Kriegsfischkutter (Marinekennungen), Kurzporträts zu Kuttern aus dieser Liste finden sich in Liste der Kriegsfischkutter (Porträt). Diese Listen soll Faktensammlung zur Entwicklung, Nutzung und für die historischen Zusammenhänge sein, bei denen diese Schiffsbauserie eine Rolle gespielt hat. Ein großer Anteil der Quellen behandelt die militärische Nutzung. Insbesondere die historischen Informationen zum Zeitabschnitt nach der Kriegsmarine und vor der Gründung der Bundeswehr sind im geschichtlichen Zusammenhang aufschlussreich. Die Rezeption des Bautyps Kriegsfischkutter hat auch nach dem Zweiten Weltkrieg dazu geführt, diesen Schiffstyp international weiter zu nutzen. Die Entwicklung dieses Bautyps wirkt bis in die heutige Zeit – moderne Eurokutter sind in Bauweise und Abmessung mit denen der Kriegsfischkutter vergleichbar.

## Basisinformation
Die Zusammenstellung dieser Liste basiert auf zahlreichen Quellen (siehe Einzelnachweise).
Die Listensortierung bezüglich der Kriegskennungen erfolgte in Anlehnung an das Archiv über KFK-Kennungen in der Chronik des Seekrieges 1939–1945 von Jürgen Rohwer zusammen mit Gerhard Hümmelchen in der Württembergischen Landesbibliothek Herausgegeben von der Bibliothek für Zeitgeschichte.
Kennungen auf Basis der Hafenschutz- bzw. Küstenschutzflottillen wurden nur für einen Teil der Kutter vergeben. Kennungen nach Funktion sind häufiger als Regionskennung. Mehrfachvergabe von Einheitennummern ergeben sich durch Ersatzkutter. Umgekehrt gibt es bei diversen Kuttern (durch Versetzung) eine Mehrfachvergabe von Einheitenkennungen.
Durch die hohe Anzahl dieser Schiffe wurden etliche in verschiedenen Verwendungen weitergenutzt und existieren zum Teil noch heute. Etliche Informationen zu Verlusten von KFK basieren auf Kriegstagebüchern und auf Informationen von Wracktauchern.

### Verbleib und Verwendung der KFK nach 1945
Die größte Anzahl dieser Kutter verblieb nach 1945 in deutscher Nutzung, wobei dringende Aufgaben der Minenräumung unter der Leitung alliierter Verwaltung durchgeführt wurden. Ein weiterer Teil dieser Kutter wurde für die Fischerei und somit zur Nahrungsversorgung des Nachkriegsdeutschland eingesetzt. Die Nutzung dieser Kutter als Hochseeangelschiffe oder als „Traditionsschiffe“ ist das vorläufig letzte Kapitel dieser Schiffe, bei denen man bereits zu Bauzeiten – vor rund 60 Jahren – von einer kurzen Lebensdauer ausging.
Diese Liste vermittelt neben den Einzelinformationen der KFK einen historischen und internationalen Überblick zum Einsatz der Kriegsfischkutter.

## Baureihen-Information
Die Entstehungsgeschichte der KFK aus dem sogenannten „Reichsfischkutter G“ ist im Hauptartikel Kriegsfischkutter beschrieben. Information über den Bau und die Weiterentwicklung nachfolgend in listenartigem Übersicht.
- bekannte KFK-Baunummern aus Kriegsfertigung: KFK 1 bis KFK 752. davon:
  - Baunummer mit Spitzgattheck: KFK 1 bis KFK 157
  - Baunummer mit Spiegelheck: KFK 158 bis KFK 752

### KFK Werftenzuordnung bis 1945

#### Deutschland
- Eckmanns-Werft, Hamburg-Finkenwerder 53° 32′ 1″ N, 9° 52′ 53″ O KFK 1 (Die Eckmannswerft in Hamburg-Finkenwerder fusionierte Anfang der 90er Jahre mit der benachbarten Behrens-Werft – Verbleib der Baunummernverzeichnisse unklar; eindeutig zugeordnet sind KFK 1, und der Umbau zu Segelschiffen von KFK 203, KFK 204.[3])
- Ernst Burmester Schiffswerft KG Swinemünde-Ost 53° 53′ 57″ N, 14° 15′ 44″ O zirka 411 Kutter. Das Baunummernverzeichnis der Burmester-Werft wurde von der Lürssen-Werft archiviert. Auf dieser Werft wurden die KFK folgender Nummern gebaut: KFK 138–237, KFK 243–411, KFK 462–561, KFK 613–636[4]
- Burmester-Werft in Burg (Bremen) 53° 9′ 36″ N, 8° 42′ 36″ O

#### Schweden
Die 45 Kutter KFK 93 bis KFK 137 wurden auf 17 Werften in Schweden gebaut:
- 2 KFK bei Valdemarsviks skeppsvarv, Valdemarsvik: KFK 93 und KFK 94
- 3 KFK bei Lunds skeppsvarv, Ekenäs (58° 33′ N, 15° 5′ O): KFK 95–97
- 1 KFK bei Saltvik, Oskarshamn: KFK 98
- 1 KFK bei Davidsons varv, Simrishamn: KFK 99
- 4 KFK bei Ystadts skeppsvarv, Ystad: KFK 100–103
- 2 KFK bei Abrahamsson & Börjesson, Vaxholm (59° 24′ 18″ N, 18° 21′ 7″ O): KFK 104 und KFK 105
- 2 KFK bei Norrköpings varv, Norrköping: KFK 106 und KFK 107
- 3 KFK bei Sverre, Göteborg: KFK 108–110
- 3 KFK bei Rödesunds varv, Karlsborg: KFK 111–113[7][8]
- 3 KFK bei Gustavsson & Andersson, Lidingö: KFK 114–116
- 4 KFK bei Kungsörs Båtvarv, Kungsör: KFK 117–120
- 4 KFK bei Bröderna Larsson, Kristinehamn: KFK 121–124
- 3 KFK bei Neglingsvarvet, Saltsjöbaden: KFK 125–127
- 3 KFK bei Fisksätra varv, Fisksätra: KFK 128–130
- 4 KFK bei Tore Holms yachtvarv, Gamleby: KFK 131–134
- 1 KFK bei Karlshamns varv, Karlshamn: KFK 135
- 2 KFK bei Sjötorps Varv, Mariestad: KFK 136 und KFK 137[9]

#### Sonstiges Ausland
- Belgien: 22 Kutter verteilt auf 6 Werften
- Bulgarien: 24 Kutter (mit Constanța) in Warna 43° 11′ 41″ N, 27° 54′ 15″ O (Werftareal von Staatswerft Warna und von der Firma Koralovag in Warna, Bulgarien)
- Griechenland: 12 Kutter, KFK 5, 6 und 10 bei „Deutsche Werke AG, Betrieb Skaramanga“ (Nachfolgebetrieb: Hellenic Shipyards)[10]
- Niederlande: 29 Kutter verteilt auf 12 Werften
- Rumänien: 24 Kutter (mit Odessos) in Constanța 44° 9′ 50″ N, 28° 38′ 46″ O (Werftareal in Constanța, Rumänien)
- Ukraine: 12 Kutter in Cherson 46° 37′ 18″ N, 32° 36′ 0″ O (Werftareal in Cherson, Ukraine)

### Verbleib der KFK nach dem Zweiten Weltkrieg
Über den Verbleib der KFK existieren mehrere Quellen mit unterschiedlichen Zahlenangaben; dies liegt darin begründet, dass die Verteilung der KFK von den Siegermächten in zeitlichem Abstand mehrfach neu geregelt wurde und zusätzlich später durch Rückübereignungen an die BRD weitere Zahlenverschiebungen entstanden. Der erste KFK-Verteilungsplan vom 6. Dezember 1945: USSR 146 – UK 147 – USA 148 (Einheiten), 1. Planrevision: USSR 147 – UK 137 – USA 101 (Einheiten), 2. Planrevision: USSR 147 – UK 136 – USA 101 (Einheiten) (siehe auch Monakov S. 180). Diese Kontingente wurden später von den Siegermächten weiter aufgeteilt. Erste Verwendung nach dem Krieg war der Deutsche Minenräumdienst, der etliche KFK für andere Zwecke abgegeben hat. Teilweise wurden nach dem Krieg gesunkene KFK gehoben und in Fahrt gebracht, teilweise wurde abgewrackt, teilweise ist der Verbleib unklar. Daher sind die nachfolgenden Zahlen nicht komplett verifizierbar.
- etwa 300 wurden anfangs für den Deutschen Minenräumdienst eingesetzt
- etwa 293 wurden in Deutschland zur Fischerei weitergenutzt (etwa 60 Häfen)
- 182 der nach dem Krieg verbliebenen KFK verblieben (als Reparationsleistung) wie folgt:
  - Sowjetunion 140 (aufgeteilt auf verschiedene Länder)
  - Frankreich 26
  - Norwegen 9
  - Niederlande 5
  - Schweden 1
  - Griechenland 1

Nach der Nutzung durch die Bundesmarine wurden überlassen:
- Verbleib in der Nachfolgezeit
  - Griechenland 3
  - Tansania 4
  - ehemaliger Ostblock derzeit unklar
  - 2001 sollen noch rund 24 KFK mit deutscher Registrierung existiert haben

Bemerkenswert bei den Kennungen sind zahlreiche dokumentierte Zuordnungen und die sich daraus ergebenden Übergänge:
- Neuaufstellung der 3. U-Bootsjagdflottille (2) (Ostsee (Swinemünde)), deren Kutter zur Evakuierung (siehe Flucht über die Ostsee: Unternehmen Hannibal) dienten. Am 4./5. April 1945 wurden beim Unternehmen „Walpurgisnacht“ 25 KFK zur Evakuierung der Oxhöfter Kämpe (Oksywska Kępa) nach Hela eingesetzt.[1]
- Kennung der KFK nach dem Originaldokument Die Deutsche Marine in Norwegen (stand 1. Mai 1945)[13]
- Kennungen von einhundertneun KFK die unter dem Titel „German naval vessels in Norway at the time of the capitulation May 9, 1945“ archiviert sind (Dokumentnummer: AIR 15/476 einsehbar in National Archives, Kew, London.)[14]
- Kennungen beginnend mit K ..., die für kurze Zeit innerhalb des Deutschen Minenräumdienstes verwendet wurden, wurden danach entsprechend der weiteren Verwendung der Schiffe durch weitere Kennungen oder Schiffsnamen ersetzt.
- Kennungen, die bei der Übernahme von 382 Schiffen bei der Übereignung aus OMGUS-Verwaltung an die Bundesrepublik Deutschland protokolliert worden sind[15]
- Kennungen, die im Dokument FO 936/1406 (von 1952) über den Verkauf diverser Kriegsfischkutter durch britische Verwaltung enthalten sind.[16]
- Kennungen der Fischerei

## Schiffsporträts

### Porträts der Kriegsfertigungen sortiert nach KFK-Nummer
In diesem Bereich der Liste werden Basisdaten der Kutter: Bauwerft, Stapellauf, gesunken / abgewrackt und soweit bekannt die die Verwendung nach dem Zweiten Weltkrieg wiedergegeben. Informationen zur Kriegsmarine finden sich derzeit z. T. noch bei den jeweiligen Kennungen, auf die mit „Info:⇔ “ hingewiesen wird.
Hinweis: die Baunummernvergabe von KFK 1 bis KFK 5 wurde teilweise in Constanța und Warna gedoppelt/fehlinterpretiert.

#### KFK 1 bis 99
- KFK 1 Info:⇔ M 3872, Such 1, wurde als erster KFK auf der Eckmannswerft in Hamburg-Finkenwerder gebaut, Verbleib unklar, weitere Hinweise im Dokument AIR 15/476 auf Kennung V 5502, Schiffsnamen Hexe und Smart danach in Norwegen verblieben und an Eigner zurückgegeben[14]
- KFK 2 Info:⇔ M 3873 und UJ 2151
- KFK 3 Info:⇔ M 3874 und UJ 2151
- KFK 4 Info:⇔ M 3875
- KFK 5 Info:⇔ GA 91 Ägäis, Attika als GA 92, am 17. Oktober 1944 Sprengung in Saloniki durch eigene Mannschaft

- KFK 6 Info:⇔ UJ 2153
- KFK 7 Info:⇔ GK 91 am 13. Oktober 1944 gesunken[2]
- KFK 8 Info:⇔ GK 92 am 13. Oktober 1944 gesunken[2]
- KFK 9 Info:⇔ GA 93 am 20. März 1944 gesunken bei Milos (Mi)[10]

- KFK 10 Info:⇔ GA 94 am 11. Juli 1944 gesunken im Zwangsweg Enge/Bourtsi (Mi)[10]
- KFK 11 Info:⇔ GW 91 Ende Mai 1944 gesunken[1]
- KFK 12 Info:⇔ GW 92 Ende Mai 1944 gesunken[1]
- KFK 13 Info:⇔ ?
- KFK 14 Info:⇔ UJ 306 in 3. U-Bootsjagdflottille (1) (Schwarzmeer) und SM 206
- KFK 15 Info:⇔ UJ 2309
- KFK 16 Info:⇔ ?
- KFK 17 Info:⇔ UJ 2312
- KFK 18 Info:⇔ ?
- KFK 19 Info:⇔ UJ 307 in 3. U-Bootsjagdflottille (1) (Schwarzmeer) und SM 207

- KFK 20 Info:⇔ UJ 2311 und SM 106
- KFK 21 Info:⇔ UJ 307 in 3. U-Bootsjagdflottille (1) (Schwarzmeer) und SM 210
- KFK 22 Info:⇔ UJ 307 in 3. U-Bootsjagdflottille (1) (Schwarzmeer)
- KFK 23 Info:⇔ ?
- KFK 24 Info:⇔ ?
- KFK 25 Info:⇔ ?
- KFK 26 Info:⇔ ?
- KFK 27 Info:⇔ ?
- KFK 28 Info:⇔ GN 91/GM 91, am 16. Oktober 1944 gesunken[2]
- KFK 29 Info:⇔ ?

- KFK 30 Info:⇔ GN 92/GM 92, am 13. Oktober 1944 gesunken[2]
- KFK 31 Info:⇔ UJ 2316
- KFK 32 Info:⇔ ?
- KFK 33 Info:⇔ ?
- KFK 34 Info:⇔ ?
- KFK 35 Info:⇔ ?
- KFK 36 Info:⇔ ?
- KFK 37 Info:⇔ ?
- KFK 38 Info:⇔ ?
- KFK 39 Info:⇔ ?

- KFK 40 Info:⇔ ?
- KFK 41 Info:⇔ SM 211
- KFK 42 Info:⇔ ?
- KFK 43 Info:⇔ ?
- KFK 44 Info:⇔ SM 208
- KFK 45 Info:⇔ SM 209
- KFK 46 Info:⇔ UJ 317 in 3. U-Bootsjagdflottille (1) (Schwarzmeer)
- KFK 47 Info:⇔ UJ 2318
- KFK 48 Info:⇔ ?
- KFK 49 Info:⇔ ?

- KFK 50 Info:⇔ M 3660, BX 447 SYLT[15]
- KFK 51 Info:⇔ M 3661, BX 488 MANNE[15]
- KFK 52 Info:⇔ M 3662
- KFK 53 Info:⇔ ?
- KFK 54 Info:⇔ ?
- KFK 55 Info:⇔ M 3663
- KFK 56 Info:⇔ M 3664
- KFK 57 Info:⇔ M 3665
- KFK 58 Info:⇔ M 3666
- KFK 59 Info:⇔ V 220

- KFK 60 Info:⇔ M 3667, CHRISTIANA (BX 435)[15]
- KFK 61 Info:⇔ M 3668 gesunken vor Ostende 51° 17′ N, 2° 54′ O Information zum Wrack finden sich unter „KFK-61“ bei www.wrecksite.eu[17]
- KFK 62 Info:⇔ FN 09
- KFK 63 Info:⇔ M 3669, MARGARETE ELISABETH (BX 455)[15]

→ KFK 64 Info:⇔ M 3670, BX 545
- KFK 65 Info:⇔ FL 13
- KFK 66 Info:⇔ FB 11
- KFK 67 Info:⇔ V 221
- KFK 68 Info:⇔ V 222
- KFK 69 Info:⇔ V 223

- KFK 70 Info:⇔ V 224
- KFK 71 Info:⇔ V 225
- KFK 72 Info:⇔ FN 10
- KFK 73 Info:⇔ V 226
- KFK 74 Info:⇔ ?
- KFK 75 Info:⇔ V 227
- KFK 76 Info:⇔ FB 06
- KFK 77 Info:⇔ FB 07
- KFK 78 Info:⇔ FB 08
- KFK 79 Info:⇔ FB 09

- KFK 80 Info:⇔ V 228
- KFK 81 Info:⇔ UJ 2301 und SM 101
- KFK 82 Info:⇔ UJ 2302
- KFK 83 Info:⇔ UJ 2303
- KFK 84 Info:⇔ UJ 2304 und SM 102
- KFK 85 Info:⇔ UJ 2305 und SM 103
- KFK 86 Info:⇔ UJ 2306
- KFK 87 Info:⇔ UJ 301 in 3. U-Bootsjagdflottille (1) (Schwarzmeer)
- KFK 88 Info:⇔ UJ 302 in 3. U-Bootsjagdflottille (1) (Schwarzmeer)
- KFK 89 Info:⇔ UJ 303 in 3. U-Bootsjagdflottille (1) (Schwarzmeer) und SM 203

- KFK 90 Info:⇔ UJ 305 in 3. U-Bootsjagdflottille (1) (Schwarzmeer) und SM 205
- KFK 91 Info:⇔ UJ 304 in 3. U-Bootsjagdflottille (1) (Schwarzmeer) und SM 204
- KFK 92 Info:⇔ UJ 2307
- KFK 93 Info:⇔ DB 21 (schwedischer Werftbau), am 15. November 1944 gesunken[2]
- KFK 94 Info:⇔ Vs 805 (schwedischer Werftbau), zuletzt in etwa 2005 als HECHT VI in Arnis gesichtet

- KFK 95 Info:⇔ DB 22 (gebaut in Schweden bei Lund, Ekenäs, 58° 33′ N, 15° 5′ O), bis 1951 in Schweden aufgelegt
  - ca. 53 zur BRD
  - 26. Mai 1955 SG 17 ANKE II, Glückstadt
  - ca. 1960 Chartererwechsel, SS 77 ANKE II, Schulau
  - 1974 ANKE II, Sportangelfahrzeug, Bruhn, Maasholm
  - 1981 ANTJE D. Bruhn GmbH, Maasholm, 2009 verkauft an Marco Schunta, Maasholm (Hochseeangelfahrten Maasholm)
  - Hinweis:  laut „Amtlicher Liste der Seeschiffe der Bundesrepublik Deutschland 1965“ wurde die ANKE II nicht in Ekenäs, sondern in Gamleby gebaut; demnach wäre das Schiff nicht KFK 95, sondern einer der vier bei Tore Holms yachtvarv gebauten KFK
- KFK 96 Info:⇔ NB 62, TSD 2, NOK 1, MS BIBBEN, (1942 gebaut in Schweden bei Lund, Ekenäs), während des Krieges in Bergen als Teil der Hafenschutzflottille eingesetzt, nach dem Krieg im Minenräumdienst in Bergen (4. Minenräumdivision (Kristiansand)), von 1946 bis 1986 als TSD BJØRNEN (TSD 2) im Dienst der norwegischen Marine, danach als MS BIBBEN in Grimstad.[18]
- KFK 97 Info:⇔ Vs 221 (gebaut in Schweden bei Lund, Ekenäs)
- KFK 98 Info:⇔ V 6423 (schwedischer Werftbau)
- KFK 99 Info:⇔ KFK Schulschiff (schwedischer Werftbau) vermutlich mit Segeln, gesunken 54° 25′ 30″ N, 12° 8′ 30″ O nach Kollision mit dem Minenschiff Ostmark (ex. Côte d’Argent); Information zum Wrack finden sich unter „Schulboot KFK 99“ bei www.wrecksite.eu[19]

#### KFK 100 bis 199
- KFK 100 Info:⇔ V 6532 (schwedischer Werftbau)
- KFK 101 Info:⇔ NB 65 (schwedischer Werftbau)
- KFK 102 Info:⇔ NB 55 und V 5525 (schwedischer Werftbau)
- KFK 103 Info:⇔ NKi 21 und V 6711 und M 3117 (schwedischer Werftbau), am 25. Oktober 1944 gesunken[2]
- KFK 104 Info:⇔ Vs 222 (* 21. September 1943 schwedischer Werftbau) BX 441 PREIL[15]
- KFK 105 Info:⇔ NKi 23 und NO 40 und V 6713 (schwedischer Werftbau)
- KFK 106 Info:⇔ NO 43 (schwedischer Werftbau)
- KFK 107 Info:⇔ NKi 22 (schwedischer Werftbau)
- KFK 108 Info:⇔ NO 40 (gebaut in Schweden bei Sverre, Göteborg)
- KFK 109 Info:⇔ ?, (gebaut in Schweden bei Sverre, Göteborg), bis 2018 eingetragen als Angelkutter Ostpreussen I, Heiligenhafen (Unterscheidungssignal DKLV),[20] ex Christa (genutzte Fischereikennzeichen FLE 7, HEIL 20, SO 45, SH 5), 1971 zum Angelkutter Hecht III umgerüstet,[21] in den 1980er Jahren als Ostpreussen I in Heiligenhafen registriert[22][23]
- KFK 110 Info:⇔ DB 23 (gebaut in Schweden bei Sverre, Göteborg), Vorpostenboot im Zweiten Weltkrieg, nach dem Krieg wurde die Forelle zum Fischereifahrzeug umgerüstet, beheimatet im Heikendorfer Hafen, 1972 zum Hochseeangelschiff umgebaut, 1980 und 1997 Umbau zur Kutterjacht (Daten zum MS FORELLE: Typ: Fischkutter, Hochseeangeljacht Heimathafen: Heikendorf bei Kiel Eigner: Heikendorfer Schifffahrts- und Catering GmbH, Kpt. Mielitz Baujahr: 1943 Länge 24,80 m Breite 6,50 m Geschwindigkeit: 11,5 Knoten Tonnage: 91 BRT Motor: Volvo Penta 6 Zylinder, 12 Liter Hubraum mit 408 PS Nautik: Tageslichtradaranlage, DGPS-Satellitennavigationssystem, elektronische Seekarte, DSC Funkanlage, zwei Farbecholote zur Ortung von Fischen. Zulassung: Nationale Fahrt für 50 Personen.)[24][25] Der Kutter MS Forelle wurde am 25. April 2005 von einem Kümo gerammt – es entstand erheblicher Heckschaden am KFK[26]
- KFK 111 Info:⇔ V 6424 (schwedischer Werftbau)
- KFK 112 Info:⇔ NKi 24 und V 6714 (schwedischer Werftbau)
- KFK 113 Info:⇔ NKi 25 und V 6715 (schwedischer Werftbau) wurde anscheinend zur Privatyacht mit Ketschhochtakelung umgebaut, in Hamburg registriert und 2002 in La Coruña als MENTOR II gesichtet[27]
- KFK 114 Info:⇔ V 6533 (schwedischer Werftbau)
- KFK 115 Info:⇔ DB 24 und DC 38 (schwedischer Werftbau)
- KFK 116 Info:⇔ V 6422 (schwedischer Werftbau)
- KFK 117 Info:⇔ V 6716 (schwedischer Werftbau)
- KFK 118 Info:⇔ V 6427 (schwedischer Werftbau)
- KFK 119 Info:⇔ NB 56 und NS 01 (schwedischer Werftbau)

- KFK 120 Info:⇔ V 6531 (schwedischer Werftbau)
- KFK 121 Info:⇔ Vs 806 (schwedischer Werftbau)
- KFK 122 Info:⇔ V 6428 (schwedischer Werftbau)
- KFK 123 Info:⇔ V 6330 (schwedischer Werftbau)

→ KFK 124 Info:⇔ NS 35 und Vs 629 (schwedischer Werftbau)
- KFK 125 Info:⇔ DB 25 (schwedischer Werftbau) BX 402 KAEPPEN JOHN[15]
- KFK 126 Info:⇔ DB 25 und V 6534 (schwedischer Werftbau)
- KFK 127 Info:⇔ M 5609 (schwedischer Werftbau)
- KFK 128 Info:⇔ M 5610 (schwedischer Werftbau)
- KFK 129 Info:⇔ DB 26 (schwedischer Werftbau)

- KFK 130 Info:⇔ V 6421 (schwedischer Werftbau)
- KFK 131 Info:⇔ Vs 424 oder Vs 425 (gebaut in Schweden bei Tore Holm, Gamleby), BX 522 Berta[15]
- KFK 132 Info:⇔  V 6425 (gebaut in Schweden bei Tore Holm, Gamleby)
- KFK 133 Info:⇔ NS 33, UJ 1766 (gebaut in Schweden bei Tore Holm, Gamleby, abgeliefert am 5. November 1943), als Hafenschutzboot NS 33 und U-Jagd-Boot UJ 1766 in Stavanger, 1945 OMGUS und GMSA, später BX 573 Rolano,[15] NC 419 Cuxhaven, 1977 nach Kanada verkauft und zum Freizeitkutter Rolano umgebaut[28]
- KFK 134 Info:⇔ V 6712 (gebaut in Schweden bei Tore Holm, Gamleby)
- KFK 135 Info:⇔ V 6535 (schwedischer Werftbau)
- KFK 136 Info:⇔ Vs 248 (schwedischer Werftbau)
- KFK 137 Info:⇔ NO 42 (schwedischer Werftbau)
- KFK 138 Info:⇔ ?, 1941 als erster KFK der Burmester Werft in Swinemünde-Ost gebaut, anschließend eingetragen als Elisabeth auf Martin Belis, Memel, möglicherweise später in Onkel August umbenannt, Ende der 1940er Jahre erwarb Martin Belis den Kutter in Hamburg von der britischen Kontrollkommission zurück und registrierte ihn als Memel (Niendorf/Ostsee), nach dem Tod von Martin Belis ging das Schiff im Jahr 1950 an seinen Sohn Willy Belis (SO 125 Memel, Niendorf/Ostsee), Ende der 1960er oder Anfang der 1970er Jahre wurde es zum Passagierschiff bzw. Angelkutter umgebaut und als Peter von Danzig auf Willy Freter in Heiligenhafen eingetragen, in den 1980er Jahren als Westpreussen auf Willi Stengel in Heiligenhafen registriert, 1994 von Adler-Schiffe erworben und als Gret Palucca mit Heimathafen List auf Sylt eingetragen.[29][30][31]
- KFK 139 Info:⇔ (gebaut auf der Burmester-Werft Swinemünde-Ost) (gebaut auf der Burmester-Werft Swinemünde-Ost)
- KFK 140 Info:⇔ DWo 78, Vs 167, Vs 130 (gebaut auf der Burmester-Werft Swinemünde-Ost)
- KFK 141 Info:⇔UJ 311, Vs 601 (gebaut auf der Burmester-Werft Swinemünde-Ost)
- KFK 142 Info:⇔ DWo 79, Vs 168, Vs 131 (* 23. Oktober 1942 Burmester-Werft Swinemünde-Ost) BX 436 JAN VAN GENT[15] wurde bis in die 1990er Jahre als Angelkutter HELA genutzt, lag einige Jahre an der EBERHARDT-Werft in Arnis auf und wurde 2009 auf dieser Werft abgebrochen
- KFK 143 Info:⇔ DWo 80, Vs 169, Vs 132 (* 31. Oktober 1942 Burmester-Werft Swinemünde-Ost) BX 492 REGULUS[15]

→ KFK 144 Info:⇔ VP 5521 (gebaut auf der Burmester-Werft Swinemünde-Ost) BX 551 POLLUX
- KFK 145 Info:⇔ V 5522 (gebaut auf der Burmester-Werft Swinemünde-Ost) BX 428 MILDA[15]
- KFK 146 Info:⇔ M 3117, NB 53, V 5523, (gebaut auf der Burmester-Werft Swinemünde-Ost) GMSA, OMGUS, KIE 709, BX 553, SO 283, SK 37, ab 1955 (MS) GOTLAND seit 1991 private Nutzung, mehrere Eigentümerwechsel, Untergang Kieler Förde 2002 wieder gehoben, ausführlicher Bericht zum Schiff und zum Untergange vorhanden.[3] Derzeit betrieben von „Trans Omnia Maria e. V.“[15][32]
- KFK 147 Info:⇔ V 5524, M 3118 (* 14. November 1942 Burmester-Werft Swinemünde-Ost) BX 528 NORMAN[15]
- KFK 148 Info:⇔ (gebaut auf der Burmester-Werft Swinemünde-Ost)
- KFK 149 Info:⇔ (gebaut auf der Burmester-Werft Swinemünde-Ost)

- KFK 150 Info:⇔ (gebaut auf der Burmester-Werft Swinemünde-Ost)
- KFK 151 Info:⇔ (gebaut auf der Burmester-Werft Swinemünde-Ost)
- KFK 152 Info:⇔ (gebaut auf der Burmester-Werft Swinemünde-Ost) UJ 319 (II), (14. Dezember 1942) † Mai 1945, Ostsee
- KFK 153 Info:⇔ (gebaut auf der Burmester-Werft Swinemünde-Ost)
- KFK 154 Info:⇔ (gebaut auf der Burmester-Werft Swinemünde-Ost)
- KFK 155 Info:⇔ DH 12, M 3112, (gebaut auf der Burmester-Werft Swinemünde-Ost) am 11. Februar 1944 gesunken,[2] unklare Dopplung bei DH 13
- KFK 156 Info:⇔ DH 11, M 3111, (gebaut auf der Burmester-Werft Swinemünde-Ost) am 17. März 1944 gesunken[2] gehoben 46/47 GMSA später BX 483 HOLSTEIN[15]
- KFK 157 Info:⇔ M 3114 (gebaut auf der Burmester-Werft Swinemünde-Ost)
- KFK 158 Info:⇔ (gebaut auf der Burmester-Werft Swinemünde-Ost)
- KFK 159 Info:⇔ M 3109 (gebaut auf der Burmester-Werft Swinemünde-Ost) BX 473 ELLEN[15]

- KFK 160 Info:⇔ M 3112 (gebaut auf der Burmester-Werft Swinemünde-Ost)
- KFK 161 Info:⇔ (gebaut auf der Burmester-Werft Swinemünde-Ost)
- KFK 162 Info:⇔ M 3117 (gebaut auf der Burmester-Werft Swinemünde-Ost)
- KFK 163 Info:⇔ (gebaut auf der Burmester-Werft Swinemünde-Ost)
- KFK 164 Info:⇔ (gebaut auf der Burmester-Werft Swinemünde-Ost)
- KFK 165 Info:⇔ M 3121 (gebaut auf der Burmester-Werft Swinemünde-Ost)
- KFK 166 Info:⇔ (gebaut auf der Burmester-Werft Swinemünde-Ost)
- KFK 167 Info:⇔ (gebaut auf der Burmester-Werft Swinemünde-Ost)
- KFK 168 Info:⇔ M 3124, UJ 317, Vs 604 (gebaut auf der Burmester-Werft Swinemünde-Ost)
- KFK 169 Info:⇔ (gebaut auf der Burmester-Werft Swinemünde-Ost)

- KFK 170 Info:⇔ M 3126 (gebaut auf der Burmester-Werft Swinemünde-Ost)
- KFK 171 Info:⇔ M 3127 (gebaut auf der Burmester-Werft Swinemünde-Ost)
- KFK 172 Info:⇔ M 3128 (gebaut auf der Burmester-Werft Swinemünde-Ost)
- KFK 173 Info:⇔ M 3129, UJ 323 (gebaut auf der Burmester-Werft Swinemünde-Ost)
- KFK 174 Info:⇔ M 3130 (gebaut auf der Burmester-Werft Swinemünde-Ost)
- KFK 175 Info:⇔ SP 3, M 3131 (gebaut auf der Burmester-Werft Swinemünde-Ost) BX 443 CASTOR[15]
- KFK 176 Info:⇔ M 3132 (gebaut auf der Burmester-Werft Swinemünde-Ost)
- KFK 177 Info:⇔ M 3133 (gebaut auf der Burmester-Werft Swinemünde-Ost)
- KFK 178 Info:⇔ M 3134 (gebaut auf der Burmester-Werft Swinemünde-Ost)
- KFK 179 Info:⇔ M 3135 (gebaut auf der Burmester-Werft Swinemünde-Ost)

- KFK 180 Info:⇔ M 3137 (gebaut auf der Burmester-Werft Swinemünde-Ost)
- KFK 181 Info:⇔ M 3137 (gebaut auf der Burmester-Werft Swinemünde-Ost)
- KFK 182 Info:⇔ M 3138 (gebaut auf der Burmester-Werft Swinemünde-Ost) gesunken am 23. März 1945 vor Hela (Ostsee) 54° 47′ 0″ N, 18° 50′ 0″ O Information zum Wrack finden sich unter „M-3138 (KFK182) († 1945)“ bei www.wrecksite.eu[33]
- KFK 183 Info:⇔ M 3139 (gebaut auf der Burmester-Werft Swinemünde-Ost)
- KFK 184 Info:⇔ SP 1 (gebaut auf der Burmester-Werft Swinemünde-Ost) BX 453 OTTO[15]

→ KFK 185 Info:⇔ V 910, Vs 914 (* 5. Mai 1943 Burmester-Werft Swinemünde-Ost) BX 454 WILHELM PETER SO 272
- KFK 186 Info:⇔ V 911, Vs 915 (gebaut auf der Burmester-Werft Swinemünde-Ost)
- KFK 187 Info:⇔ V 912, Vs 916 (gebaut auf der Burmester-Werft Swinemünde-Ost) BX 459 HEITA[15]
- KFK 188 Info:⇔ V 913, Vs 917 (gebaut auf der Burmester-Werft Swinemünde-Ost) BX 476 ROSENGARTEN[15]
- KFK 189 Info:⇔ Ns 30, V 5530, * 11. Mai 1943 Swinemünde, BX 515 SEEZUNGE, GERMANIA, MS HAI IV (Heiligenhafen) Angelschiff in Heiligenhafen[15][34]

- KFK 190 Info:⇔ V 5531 (gebaut auf der Burmester-Werft Swinemünde-Ost)
- KFK 191 Info:⇔ (gebaut auf der Burmester-Werft Swinemünde-Ost)
- KFK 192 Info:⇔ NS 34 (gebaut auf der Burmester-Werft Swinemünde-Ost)
- KFK 193 Info:⇔ (gebaut auf der Burmester-Werft Swinemünde-Ost)
- KFK 194 Info:⇔ UJ 310 (in 3. U-Bootsjagdflottille (1) (Schwarzmeer), gebaut auf der Burmester-Werft Swinemünde-Ost)
- KFK 195 Info:⇔ (gebaut auf der Burmester-Werft Swinemünde-Ost)
- KFK 196 Info:⇔ (gebaut auf der Burmester-Werft Swinemünde-Ost)

→ KFK 197 Info:⇔ vorgesehen als UJ 2313 Aufstellung als GD 94
- KFK 198 Info:⇔ (gebaut auf der Burmester-Werft Swinemünde-Ost)
- KFK 199 Info:⇔ (gebaut auf der Burmester-Werft Swinemünde-Ost)

#### KFK 200 bis 299
- KFK 200 Info:⇔ (gebaut auf der Burmester-Werft Swinemünde-Ost)
- KFK 201 Info:⇔ (gebaut auf der Burmester-Werft Swinemünde-Ost)
- KFK 202 Info:⇔ (gebaut auf der Burmester-Werft Swinemünde-Ost) UJ 2314
- KFK 203 Info:⇔ (gebaut auf der Burmester-Werft Swinemünde-Ost) Bau auf der Burmester-Werft Swinemünde im Sommer 1943, bis September 1943 anschließender Umbau zu Segelschiffen auf der Eckmanns-Werft in Finkenwerder, Segelfläche: 263 m² Rigg: Sketch, Verdrängung 125 t Einsatz: geplante Operation Reisernte – nicht erfolgt, Operation Greif, (Herbst 1943, schwedische Gewässer) durchgeführt. Ab 1944 im „Kommando der Kleinkampfverbände“. Ende 1944 erneut Operation Reisernte. Letzte Sichtung von KFK 203 im Februar 1945 bei Harstad, Norwegen.
- KFK 204 Info:⇔ (gebaut auf der Burmester-Werft Swinemünde-Ost) Bau, Umbau, Einsätze wie KFK 203. Am 17. Dezember 1944 bei Helgoland aufgelaufen – am 19. Dezember 1944 wieder freigeschleppt. Nach Kriegsende an C. Laß, Kiel, Rückbau zum Fischereikutter, später in Kiel-Stade, Eigner: H. Rehbein als SCHLESWIG-HOLSTEIN (Kennungen. STRA5, SO12 and SK57) etwa 1953 verkauft an Karin Husseini, Casablanca/Marokko
- KFK 205 Info:⇔ (gebaut auf der Burmester-Werft Swinemünde-Ost)
- KFK 206 Info:⇔ (gebaut auf der Burmester-Werft Swinemünde-Ost)
- KFK 207 Info:⇔ (gebaut auf der Burmester-Werft Swinemünde-Ost)
- KFK 208 Info:⇔ (gebaut auf der Burmester-Werft Swinemünde-Ost)
- KFK 209 Info:⇔ (gebaut auf der Burmester-Werft Swinemünde-Ost)

- KFK 210 Info:⇔ (gebaut auf der Burmester-Werft Swinemünde-Ost) NKi 15 und V 6705
- KFK 211 Info:⇔ (gebaut auf der Burmester-Werft Swinemünde-Ost)
- KFK 212 Info:⇔ (gebaut auf der Burmester-Werft Swinemünde-Ost)
- KFK 213 Info:⇔ NK 11, NS 69, UJ 1769, Vs 69 ATLANTIK[15] (gebaut auf der Burmester-Werft Swinemünde-Ost, abgeliefert am 1. Juli 1943), 1945 an OMGUS, in Atlantic umbenannt und an GMSA überstellt; ab 1952 (bis mindestens 1986) als Fischereifahrzeug in Lübeck-Travemünde nacheinander auf verschiedene Eigner eingetragen, später in Bremerhaven registriert, 2006 als Freizeitkutter verkauft und nach Maschinenschaden in Hooksiel aufgelegt, 2007 Weiterverkauf an neuen Eigner, der die Atlantic mit jugendlichen Straftätern im Rahmen eines Sozialprojekts in Greifswald aufarbeiten wollte, im Dezember 2008 nach Greifswald überführt, im Februar 2010 im Greifswalder Museumshafen gesunken und anschließend abgebrochen.[35][36][37][38]
- KFK 214 (Zuordnung durch Kreuzvergleich mit[10])
  - gebaut auf der Ernst Burmester Schiffswerft K.G., Swinemünde-Ost
  - Kiellegung[39]
  - Kiellegung: 1942[39]
  - Indienststellung: 3. Juli 1943[39]
  - UJ 1770.
  - bei Kriegsende in Stavanger im 6. Küstensicherungsverband[39]
  - am 11. November 1995 für 17.000 DM verkauft an Dieter Berggold, Totalrestaurierung samt Neubeplankung[39]
- KFK 215 Info:⇔ UJ 1771 (* 8. Juli 1943 Burmester-Werft Swinemünde-Ost) BX 493 DITHMARSCHEN[15]
- KFK 216
  - 8. Juli 1943 Burmester-Werft Swinemünde-Ost
  - → UJ 1762
  - 1953 nach Bremerhaven: FISCHEREIDIR. MEINKEN (BX 494)[15]
  - 1962 Verlängerung auf 26,5 m und Neumotorisierung (Beckmannwerft/Cuxhaven)[40]
  - 1979–1981 Auflieger in Cuxhaven (NC 345)[40]
  - 1982 Umbau Yacht Guernsey, Toppsegelschoner JACQUES CARTIER[40]
  - 1986 Strandung / Wrack / Fuerteventura ROSE OF SHARON von Guernsey[40]
  - Nach anderen Angaben: UJ 1764 am 17. Oktober 1944 gesunken vor Egersund, Torpedotreffer, 58° 22′ N, 5° 59′ O[41]
- KFK 217 Info:⇔ NK 15, UJ 1763 (gebaut auf der Burmester-Werft Swinemünde-Ost)
- KFK 218 Info:⇔ V 5527 (gebaut auf der Burmester-Werft Swinemünde-Ost)
- KFK 219 Info:⇔ V 5528 (gebaut auf der Burmester-Werft Swinemünde-Ost) BX 518 OSTPREUSSEN[15]
- KFK 220 Info:⇔ NS 02, V 5529 (gebaut auf der Burmester-Werft Swinemünde-Ost)
- KFK 221 Info:⇔ NSa 13, V 6613 (gebaut auf der Burmester-Werft Swinemünde-Ost)
- KFK 222 Info:⇔ NSa 14, V 6614 (gebaut auf der Burmester-Werft Swinemünde-Ost)
- KFK 223 Info:⇔ V 6721 (gebaut auf der Burmester-Werft Swinemünde-Ost)
- KFK 224 Info:⇔ V 6722 (gebaut auf der Burmester-Werft Swinemünde-Ost)
- KFK 225 Info:⇔ V 6523 (gebaut auf der Burmester-Werft Swinemünde-Ost)
- KFK 226 Info:⇔ V 6524 (gebaut auf der Burmester-Werft Swinemünde-Ost)
- KFK 227 Info:⇔ Vs 219, V 1220 (* 1. August 1943 Burmester-Werft Swinemünde-Ost) BX 444 HERTA[15]
- KFK 228 Info:⇔ Vs 220 (gebaut auf der Burmester-Werft Swinemünde-Ost)
- KFK 229 Info:⇔ Vs 803 (gebaut auf der Burmester-Werft Swinemünde-Ost)

- KFK 230 Info:⇔ Vs 804 (gebaut auf der Burmester-Werft Swinemünde-Ost)
- KFK 231 Info:⇔ JBe 10, Vs 410 (gebaut auf der Burmester-Werft Swinemünde-Ost)
- KFK 232 Info:⇔ V 914, Vs 918 (* 12. August 1943 Burmester-Werft Swinemünde-Ost) BX 446 BÄRBEL[15]
- KFK 233 Info:⇔ V 915, Vs 919, (* 5. August 1943 Burmester-Werft Swinemünde-Ost) BX 508 ANDREAS[15]
- KFK 234 Info:⇔ V 5538 (gebaut auf der Burmester-Werft Swinemünde-Ost)
- KFK 235 Info:⇔ NS 03 (gebaut auf der Burmester-Werft Swinemünde-Ost) ADLER BX 475[15]
- KFK 236 Info:⇔ V 1219 (gebaut auf der Burmester-Werft Swinemünde-Ost)
- KFK 237 Info:⇔ V 1220 (gebaut auf der Burmester-Werft Swinemünde-Ost)
- KFK 238 Info:⇔ M 3671, BX 501 JUERGEN DIETER[15]
- KFK 239 Info:⇔ FB 10
- KFK 240 Info:⇔ V 229
- KFK 241 Info:⇔ V 230
- KFK 242 Info:⇔ V 231
- KFK 243 Info:⇔ V 1221, V 232 (gebaut auf der Burmester-Werft Swinemünde-Ost)
- KFK 244 Info:⇔ V 1222 (gebaut auf der Burmester-Werft Swinemünde-Ost)
- KFK 245 Info:⇔ V 1223 (gebaut auf der Burmester-Werft Swinemünde-Ost)
- KFK 246 Info:⇔ V 1224, Vs 1521 (* 11. September 1943 Burmester-Werft Swinemünde-Ost) BX 474 KARL FOCK[15]
- KFK 247 Info:⇔ Vs 1522 (* 16. September 1943 Burmester-Werft Swinemünde-Ost) BX 572 CARL HEIDMANN[15]
- KFK 248 Info:⇔ Vs 1523 (* 8. September 1943 Burmester-Werft Swinemünde-Ost) BX 514 NIEDERELBE[15] wurde nach dem Krieg zum Fischkutter KAPITÄN KARL OTTO (HF 526) Teil der Finkenwerder Fischkutterflotte in Hamburg, fischte später als LEONIE (NC 300), ging nach 1984 durch mehrere private Hände, wurde 2007 bei eBay ersteigert und heißt seitdem in einer Mischung aus historischem Namen und historischer Fischereikennung aus einer späteren Zeit KAPITÄN KARL OTTO (HF 526)[42]
- KFK 249 Info:⇔ V 1227 (gebaut auf der Burmester-Werft Swinemünde-Ost)

- KFK 250 Info:⇔ V 634, V 1228, Vs 1524 (* 21. September 1943 Burmester-Werft Swinemünde-Ost) BX 471 FORTUNA[15]
- KFK 251 Info:⇔ M 3441 (gebaut auf der Burmester-Werft Swinemünde-Ost)
- KFK 252 Info:⇔ V 916, Vs 920 (gebaut auf der Burmester-Werft Swinemünde-Ost) BX 489 BLINKFÜHR[15]
- KFK 253 Info:⇔ V 917, Vs 921 (gebaut auf der Burmester-Werft Swinemünde-Ost) BX 477 RAINER FALKE[15]
- KFK 254 Info:⇔ M 3444, M 3442 (gebaut auf der Burmester-Werft Swinemünde-Ost)
- KFK 255 Info:⇔ M 3445, M 3443 (gebaut auf der Burmester-Werft Swinemünde-Ost)
- KFK 256 Info:⇔ * 18. September 1943 Ernst Burmester Schiffswerft KG, Swinemünde (Ostswine), M 3446, (M 3444 vorgesehen), WILMA (BX 430), 1966 westl. Helgoland gesunken[10][15]
- KFK 257 Info:⇔ M 3445 (gebaut auf der Burmester-Werft Swinemünde-Ost) KOOPMANN BOHN (BX 433)[15]
- KFK 258 Info:⇔ M 3446 (gebaut auf der Burmester-Werft Swinemünde-Ost)
- KFK 259 Info:⇔ Ernst Burmester Schiffswerft KG, Swinemünde (Ostswine), Vs 425 (Vs 424 ?), MAKRELE (BX 461), Lustyacht, Schoner DOLPHIN, steht als restaurierter Leerrumpf ohne Maschine in Norfolk, CT (USA) zum Verkauf[15]
- KFK 260 Info:⇔ Vs 426 (gebaut auf der Burmester-Werft Swinemünde-Ost) am 14. August 1947 durch Mine gesunken: 57° 1′ N, 10° 50′ O[1]
- KFK 261 Info:⇔ GP 91 (gebaut auf der Burmester-Werft Swinemünde-Ost) * 29. März 1943, am 16. September 1944 gesunken (Pelopones)[2]
- KFK 262 Info:⇔ GP 92 (gebaut auf der Burmester-Werft Swinemünde-Ost)
- KFK 263 Info:⇔ GD 95 (gebaut auf der Burmester-Werft Swinemünde-Ost)
- KFK 264 Info:⇔ GD 96 (gebaut auf der Burmester-Werft Swinemünde-Ost)
- KFK 265 Info:⇔ GD 97 (gebaut auf der Burmester-Werft Swinemünde-Ost)
- KFK 266 Info:⇔ GD 98 (gebaut auf der Burmester-Werft Swinemünde-Ost)
- KFK 267 Info:⇔ GK 93 (gebaut auf der Burmester-Werft Swinemünde-Ost)
- KFK 268 Info:⇔ GK 94 (gebaut auf der Burmester-Werft Swinemünde-Ost)
- KFK 269 Info:⇔ SM 109 (gebaut auf der Burmester-Werft Swinemünde-Ost)

- KFK 270 Info:⇔ ? (gebaut auf der Burmester-Werft Swinemünde-Ost)
- KFK 271 Info:⇔ V 1229, Vs 1525 (gebaut auf der Burmester-Werft Swinemünde-Ost)
- KFK 272 Info:⇔ V 1230, Vs 1526 (gebaut auf der Burmester-Werft Swinemünde-Ost)
- KFK 273 Info:⇔ M 3240 (gebaut auf der Burmester-Werft Swinemünde-Ost)
- KFK 274 Info:⇔ M 3241 (gebaut auf der Burmester-Werft Swinemünde-Ost)
- KFK 275 Info:⇔ M 3242 (gebaut auf der Burmester-Werft Swinemünde-Ost)
- KFK 276 Info:⇔ M 3243 (gebaut auf der Burmester-Werft Swinemünde-Ost)
- KFK 277 Info:⇔ M 3244 (gebaut auf der Burmester-Werft Swinemünde-Ost)
- KFK 278 Info:⇔ M 3245 (gebaut auf der Burmester-Werft Swinemünde-Ost)
- KFK 279 Info:⇔ M 3246 (gebaut auf der Burmester-Werft Swinemünde-Ost)

- KFK 280 Info:⇔ M 3247 (gebaut auf der Burmester-Werft Swinemünde-Ost)
- KFK 281 Info:⇔ V 1530, V 5539 (* 3. November 1943 Burmester-Werft Swinemünde-Ost) BX 462 IRIS[15]
- KFK 282 Info:⇔ V 1531, V 5540 (* 13. November 1943 Burmester-Werft Swinemünde-Ost) BX 499 FLADENGRUND[15]
- KFK 283 Info:⇔ V 1532, V 5541 (* 8. November 1943 Burmester-Werft Swinemünde-Ost) BX 519 SATURN[15]
- KFK 284 Info:⇔ V 1533, V 5542 (* 13. November 1943 Burmester-Werft Swinemünde-Ost) BX 445 PETERLE[15]
- KFK 285 Info:⇔ V 1534, V 5543 (* 13. November 1943 Burmester-Werft Swinemünde-Ost) BX 533 CHRISTEL[15]
- KFK 286 Info:⇔ V 1535, V 5544 (* 13. November 1943 Burmester-Werft Swinemünde-Ost) BX 544 NEPTUN[15]
- KFK 287 Info:⇔ V 1536, V 5545 (* 27. November 1943 Burmester-Werft Swinemünde-Ost) BX 571 VENUS[15]
- KFK 288 Info:⇔ V 1537 (gebaut auf der Burmester-Werft Swinemünde-Ost)
- KFK 289 Info:⇔ V 1538 (gebaut auf der Burmester-Werft Swinemünde-Ost)

- KFK 290 Info:⇔ V 1539 (gebaut auf der Burmester-Werft Swinemünde-Ost)
- KFK 291 Info:⇔ V 1539, Vs 235 (gebaut auf der Burmester-Werft Swinemünde-Ost) BX 480 STEENDICK[15]
- KFK 292 Info:⇔ Vs 236 (gebaut auf der Burmester-Werft Swinemünde-Ost)
- KFK 293 Info:⇔ Vs 260 (gebaut auf der Burmester-Werft Swinemünde-Ost) BX 548 NORDSTERN[15]
- KFK 294 Info:⇔ V 1270, Vs 261 (gebaut auf der Burmester-Werft Swinemünde-Ost)
- KFK 295 Info:⇔ V 1540 (gebaut auf der Burmester-Werft Swinemünde-Ost)
- KFK 296 Info:⇔ V 1541 (gebaut auf der Burmester-Werft Swinemünde-Ost)
- KFK 297 Info:⇔ ? (gebaut auf der Burmester-Werft Swinemünde-Ost)
- KFK 298 Info:⇔ Vs 342 (gebaut auf der Burmester-Werft Swinemünde-Ost)
- KFK 299 Info:⇔ Vs 326 (gebaut auf der Burmester-Werft Swinemünde-Ost)

#### KFK 300 bis 399
- KFK 300 Info:⇔ Vs 343 (gebaut auf der Burmester-Werft Swinemünde-Ost)
- KFK 301 Info:⇔ Vs 327 (* 28. Dezember 1943 Burmester-Werft Swinemünde-Ost) BX 546 VATERLAND[15]
- KFK 302 Info:⇔ ? (gebaut auf der Burmester-Werft Swinemünde-Ost)
- KFK 303 Info:⇔ M 5631 (gebaut auf der Burmester-Werft Swinemünde-Ost)
- KFK 304 Info:⇔ M 5632 (gebaut auf der Burmester-Werft Swinemünde-Ost)
- KFK 305 Info:⇔ NO 44 (gebaut auf der Burmester-Werft Swinemünde-Ost)
- KFK 306 Info:⇔ UJ 312, Vs 602, SUCH III (gebaut auf der Burmester-Werft Swinemünde-Ost)
- KFK 307 Info:⇔ UJ 313 (gebaut auf der Burmester-Werft Swinemünde-Ost)
- KFK 308 Info:⇔ Vs 1410 und UJ 314 in 3. U-Bootsjagdflottille (2) (Ostsee (Swinemünde)) (gebaut auf der Burmester-Werft Swinemünde-Ost)
- KFK 309:
  - gebaut 1943 „Burmester KG“ Swinemünde
  - ab 22. Januar 1944 als Vorpostensicherungsboot Vs 1441
  - ab 12. Januar 1945 als UJ 315
  - im Mai 1945 gesunken
  - im Jahr 1945 gehoben und renoviert
  - ab 7. Juli 1945 im Deutschen Minenräumdienst
  - OMGUS-Verwaltung im Jahr 1947 und Übergabe als britische Reparation
  - 1947 an die Firma „Hermann Ludwig Staeglich“ in „Shula“ als Fischereikutter Antje, № SS 105 im Jahr 1950 verkauft ?
  - 21. Mai 1953 an den Seegrenzschutz, eingeführt als Patrouillenboot (Wachboot),
  - 1. Juli 1956 an die Bundesmarine, zugeordnet der Klasse 368/01 als Hafenschutzboot H 1
  - ab 1960 als Küstenwachboot KW 1 geführt (W 1, NATO-Kennung: W 1)
  - mit 1. August 1963 in die Reserve
  - am 30. September 1968 gesunken
  - am 12. Dezember 1968 verkauft an die Firma „Freter“ in Heiligenhafen
  - 1969 umgebaut zum Angelkutter Seeteufel (Unterscheidungssignal DKBI, P. Freter, Heiligenhafen),

- KFK 310 Info:⇔ UJ 316, ..: Vs 603 (gebaut auf der Burmester-Werft Swinemünde-Ost) Vs 603 und UJ 316 in 3. U-Bootsjagdflottille (2) (Ostsee (Swinemünde))
- KFK 311 Info:⇔ M 3141 (gebaut auf der Burmester-Werft Swinemünde-Ost)
- KFK 312 Info:⇔ M 3142 (gebaut auf der Burmester-Werft Swinemünde-Ost)
- KFK 313 Info:⇔ M 3143 (gebaut auf der Burmester-Werft Swinemünde-Ost)
- KFK 314 Info:⇔ M 3249 (gebaut auf der Burmester-Werft Swinemünde-Ost)
- KFK 315 Info:⇔ Vs 1402 (gebaut auf der Burmester-Werft Swinemünde-Ost)
- KFK 316 Info:⇔ Vs 1403 (gebaut auf der Burmester-Werft Swinemünde-Ost)
- KFK 317 Info:⇔ Vs 1404 (gebaut auf der Burmester-Werft Swinemünde-Ost) UJ 313
- KFK 318 Info:⇔ Vs 1405 (gebaut auf der Burmester-Werft Swinemünde-Ost)
- KFK 319 Info:⇔ Vs 1406 (gebaut auf der Burmester-Werft Swinemünde-Ost)

- KFK 320 Info:⇔ Vs 1407 (gebaut auf der Burmester-Werft Swinemünde-Ost)
- KFK 321 Info:⇔ Vs 1408 (gebaut auf der Burmester-Werft Swinemünde-Ost)
- KFK 322 Info:⇔ Vs 1409, am 8. März 1944 in Swinemünde-Ost fertiggestellt. Zeitweise LIBERTAS II heute als MAVANA geführt. Ab 1993 an Komplettumbau zur modernen hochseetüchtigen Yacht (zahlreiche sehr gute Bilder im Nachweis) fährt seit 1999 im Mittelmeer[43]
- KFK 323 Info:⇔ Vs 134 (gebaut auf der Burmester-Werft Swinemünde-Ost)
- KFK 324 Info:⇔ Vs 165 (gebaut auf der Burmester-Werft Swinemünde-Ost)
- KFK 325 Info:⇔ Vs 166 (gebaut auf der Burmester-Werft Swinemünde-Ost)
- KFK 326 Info:⇔ Vs 249 (gebaut auf der Burmester-Werft Swinemünde-Ost) BX 418 MARLIES[15]

→ KFK 327 Info:⇔ Vs 250 GADUS (SAS 300)
- KFK 328 Info:⇔ (gebaut auf der Burmester-Werft Swinemünde-Ost)
- KFK 329 Info:⇔ (gebaut auf der Burmester-Werft Swinemünde-Ost)

- KFK 330 Info:⇔ (gebaut auf der Burmester-Werft Swinemünde-Ost)
- KFK 331 Info:⇔ (gebaut auf der Burmester-Werft Swinemünde-Ost) V 5525
- KFK 332 Info:⇔ (gebaut auf der Burmester-Werft Swinemünde-Ost)
- KFK 333 Info:⇔ (gebaut auf der Burmester-Werft Swinemünde-Ost) M 3145
- KFK 334 Info:⇔ (gebaut auf der Burmester-Werft Swinemünde-Ost) liegt als Fischimbiss MS CAPELLA in Eckernförde
- KFK 335 Info:⇔ (gebaut auf der Burmester-Werft Swinemünde-Ost)
- KFK 336 Info:⇔ (gebaut auf der Burmester-Werft Swinemünde-Ost), 1950 Charter durch Alois (Hans) Pekeler, Schiffsname und Fischereikennzeichen: ANKE (SS 95), 5. Juni 1951 Chartervertrag

aufgelöst, Verkauf zum Abbruch
- KFK 337 Info:⇔ (gebaut auf der Burmester-Werft Swinemünde-Ost)
- KFK 338 Info:⇔ (gebaut auf der Burmester-Werft Swinemünde-Ost)
- KFK 339 Info:⇔ (gebaut auf der Burmester-Werft Swinemünde-Ost)

- KFK 340 Info:⇔ (gebaut auf der Burmester-Werft Swinemünde-Ost)
- KFK 341 Info:⇔ (gebaut auf der Burmester-Werft Swinemünde-Ost)
- KFK 342 Info:⇔ (gebaut auf der Burmester-Werft Swinemünde-Ost)
- KFK 343 Info:⇔ (gebaut auf der Burmester-Werft Swinemünde-Ost)
- KFK 344 Info:⇔ (gebaut auf der Burmester-Werft Swinemünde-Ost)
- KFK 345 Info:⇔ (gebaut auf der Burmester-Werft Swinemünde-Ost)
- KFK 346 Info:⇔ (gebaut auf der Burmester-Werft Swinemünde-Ost) V 241
- KFK 347 Info:⇔ (gebaut auf der Burmester-Werft Swinemünde-Ost)
- KFK 348 Info:⇔ (gebaut auf der Burmester-Werft Swinemünde-Ost) V 243
- KFK 349 Info:⇔ (gebaut auf der Burmester-Werft Swinemünde-Ost)

- KFK 350 Info:⇔ (gebaut auf der Burmester-Werft Swinemünde-Ost)
- KFK 351 Info:⇔ (gebaut auf der Burmester-Werft Swinemünde-Ost)
- KFK 352 Info:⇔ M 3151 (gebaut auf der Burmester-Werft Swinemünde-Ost)
- KFK 353 Info:⇔ M 3152 (gebaut auf der Burmester-Werft Swinemünde-Ost)
- KFK 354 Info:⇔ M 3153 (gebaut auf der Burmester-Werft Swinemünde-Ost)
- KFK 355 Info:⇔ M 3153 (gebaut auf der Burmester-Werft Swinemünde-Ost)
- KFK 356 Info:⇔ ? (gebaut auf der Burmester-Werft Swinemünde-Ost)
- KFK 357 Info:⇔ M 3155 (gebaut auf der Burmester-Werft Swinemünde-Ost)
- KFK 358 Info:⇔ M 3144 (gebaut auf der Burmester-Werft Swinemünde-Ost)
- KFK 359 Info:⇔ V 1263 (gebaut auf der Burmester-Werft Swinemünde-Ost)

- KFK 360 Info:⇔ V 1264 (gebaut auf der Burmester-Werft Swinemünde-Ost)
- KFK 361 Info:⇔ V 6426 (gebaut auf der Burmester-Werft Swinemünde-Ost)
- KFK 362 Info:⇔ M 3156 (gebaut auf der Burmester-Werft Swinemünde-Ost)
- KFK 363 Info:⇔ Vs 223 (März 1944 Burmester-Werft Swinemünde-Ost) BX 566 VINETA[15] ist heute Hochseeangelkutter und fährt von als MS SÜDWIND von Fehmarn aus. [45]
- KFK 364 Info:⇔ Vs 345 (gebaut auf der Burmester-Werft Swinemünde-Ost)
- KFK 365 Info:⇔ Vs 421 (gebaut auf der Burmester-Werft Swinemünde-Ost) BX 99 STURMVOGEL[15]
- KFK 366 Info:⇔ Vs 922 (gebaut auf der Burmester-Werft Swinemünde-Ost) BX 479 UTA[15]
- KFK 367 Info:⇔ M 3157 (gebaut auf der Burmester-Werft Swinemünde-Ost)
- KFK 368 Info:⇔ NO 45, Vs 238 (* März 1944 Burmester-Werft Swinemünde-Ost) † 2. November 1944 BX 558 EDITH,[15] am 2. November 1944 gesunken,[2] 1945 gesunken im Oslofjord, nach dem Heben genutzt als Minensucher im Oslofjord, dann umgebaut als Fischkutter, 1963 zurück nach Deutschland als SK 43 Seeadler. 1977 SK 55 Seeadler in Kiel-Holtenau, 1984 Fährboot zwischen den Aran-Inseln und Rossaveel (Irland), 1985 Sinken und Plünderung im Hafen von Struthaun. 1986 nach den Niederlanden (Delft) geschleppt zum Umbau als Yacht, 2007 nach Den Helder vollständig restauriert als Segelfrachtschiff TRES HOMBRES (2009) im Transatlantikdienst.
- KFK 369 Info:⇔ (gebaut auf der Burmester-Werft Swinemünde-Ost) als Privatyacht und Stagsegelschoner PLENTY WAHALLA in England
- KFK 370 Info:⇔ (* März 1944 Burmester-Werft Swinemünde-Ost) BX 458 FRIEDEL[15]
- KFK 371 Info:⇔ (gebaut auf der Burmester-Werft Swinemünde-Ost)
- KFK 372 Info:⇔ (gebaut auf der Burmester-Werft Swinemünde-Ost) KFK 372 fährt unter britischer Flagge als Gaffelketsch BARRACUDA von Portisco auf Sardinien als Charteryacht[46]
- KFK 373 Info:⇔ (gebaut auf der Burmester-Werft Swinemünde-Ost)
- KFK 374 Info:⇔ (gebaut auf der Burmester-Werft Swinemünde-Ost)
- KFK 375 Info:⇔ (gebaut auf der Burmester-Werft Swinemünde-Ost)
- KFK 376 Info:⇔ (gebaut auf der Burmester-Werft Swinemünde-Ost) V 6707

→ KFK 377 Info:⇔ NK 17
- KFK 378 Info:⇔ (gebaut auf der Burmester-Werft Swinemünde-Ost)
- KFK 379 Info:⇔ HI 10, HAI I, Eigner: Willi Freter (gebaut auf der Burmester-Werft Swinemünde-Ost)

→ KFK 380 Info:⇔ NK 17
→ KFK 381 Info:⇔ vorgesehen als HI 12, später EXCALIBUR
- KFK 382 Info:⇔ (gebaut auf der Burmester-Werft Swinemünde-Ost) V 6528, ILLUSION
- KFK 383 Info:⇔ (gebaut auf der Burmester-Werft Swinemünde-Ost)
- KFK 384 Info:⇔ V 6529 (gebaut auf der Burmester-Werft Swinemünde-Ost)
- KFK 385 Info:⇔ V 6525 (gebaut auf der Burmester-Werft Swinemünde-Ost)
- KFK 386 Info:⇔ V 6526 (gebaut auf der Burmester-Werft Swinemünde-Ost)
- KFK 387 Info:⇔ NS 36 (gebaut auf der Burmester-Werft Swinemünde-Ost)
- KFK 388 Info:⇔ NS 37 (gebaut auf der Burmester-Werft Swinemünde-Ost)
- KFK 389 Info:⇔ (gebaut auf der Burmester-Werft Swinemünde-Ost)

- KFK 390 Info:⇔ (gebaut auf der Burmester-Werft Swinemünde-Ost)
- KFK 391 Info:⇔ V 1267 (gebaut auf der Burmester-Werft Swinemünde-Ost)
- KFK 392 Info:⇔ V 1268 (gebaut auf der Burmester-Werft Swinemünde-Ost)
- KFK 393 Info:⇔ V 1269 (gebaut auf der Burmester-Werft Swinemünde-Ost)

→ KFK 394 Info:⇔ vorgesehen als V 1270, Burmester, Swinemünde-Ost, Bau-Nr. 257 später THOR
→ KFK 395 Info:⇔ vorgesehen als Vs 251, Burmester, Swinemünde-Ost, später JULE
- KFK 396 Info:⇔ Vs 330 (* 13. September 1944 Burmester-Werft Swinemünde-Ost) BX 432 JAN GRIEB[15]
- KFK 397 Info:⇔ Vs 827 (* 13. September 1944 Burmester-Werft Swinemünde-Ost) BX 460 NEUWERK[15]
- KFK 398 Info:⇔ Vs 923 (gebaut auf der Burmester-Werft Swinemünde-Ost)
- KFK 399 Info:⇔ Vs 1527 (gebaut auf der Burmester-Werft Swinemünde-Ost)

#### KFK 400 bis 499
- KFK 400 Info:⇔ Vs 1528 (gebaut auf der Burmester-Werft Swinemünde-Ost)
- KFK 401 Info:⇔ Vs 1531 (gebaut auf der Burmester-Werft Swinemünde-Ost)
- KFK 402 Info:⇔ Vs 1532 (gebaut auf der Burmester-Werft Swinemünde-Ost)
- KFK 403 Info:⇔ Vs 135 (gebaut auf der Burmester-Werft Swinemünde-Ost)
- KFK 404 Info:⇔ Vs 136 (gebaut auf der Burmester-Werft Swinemünde-Ost)
- KFK 405 Info:⇔ V 632, V 1225 (gebaut auf der Burmester-Werft Swinemünde-Ost)
- KFK 406 Info:⇔ V 633, V 1226 (gebaut auf der Burmester-Werft Swinemünde-Ost)
- KFK 407 Info:⇔ V 1228 (gebaut auf der Burmester-Werft Swinemünde-Ost)
- KFK 408 Info:⇔ V 1229 (gebaut auf der Burmester-Werft Swinemünde-Ost)
- KFK 409 Info:⇔ M 3258 (gebaut auf der Burmester-Werft Swinemünde-Ost); 1948–1951 beim Minenräumverband Cuxhaven, dann Marinedienstgruppe (Royal Navy) ebendort, nach 1951 vmtl. zum Seegrenzschutz[49] und von dort zur Bundesmarine als Hafenschutzboot KW ?[50]
- KFK 410 Info:⇔ HI 14, UJ 1762 (gebaut auf der Burmester-Werft Swinemünde-Ost)
- KFK 411 Info:⇔ M 3130 (gebaut auf der Burmester-Werft Swinemünde-Ost) BX 401 GERDA[15]
- KFK 412 Info:⇔ M 3248
- KFK 413 Info:⇔ M 3249
- KFK 414 Info:⇔ V 6326
- KFK 415 Info:⇔ M 3448
- KFK 416 Info:⇔ M 3449, BX 343 HILDEGARD[15]
- KFK 417 Info:⇔ M 3450
- KFK 418 Info:⇔ M 3451
- KFK 419 Info:⇔ M 3452

- KFK 420 Info:⇔ V 637
- KFK 421 Info:⇔ V 638
- KFK 422 Info:⇔ V 641
- KFK 423 Info:⇔ M 3673
- KFK 424 Info:⇔ M 3896
- KFK 425 Info:⇔ M 4055
- KFK 426 Info:⇔ M 3881
- KFK 427 Info:⇔ M 3880
- KFK 428 Info:⇔ M 3890
- KFK 429 Info:⇔ M 3891

- KFK 430 Info:⇔ M 3892
- KFK 431 Info:⇔ M 3894, BX 482 ILSE FELDMANN,[15] SO 312 KÄTHE HEISLER (Rufzeichen: DJWQ)[51][52]
- KFK 432 Info:⇔ M 4470
- KFK 433 Info:⇔ M 4474
- KFK 434 Info:⇔ V 636
- KFK 435 Info:⇔ V 639
- KFK 436 Info:⇔ V 640
- KFK 437 Info:⇔ ?
- KFK 438 Info:⇔ ?
- KFK 439 Info:⇔ M 3893

- KFK 440 Info:⇔ M 3895
- KFK 441 Info:⇔ M 4471
- KFK 442 Info:⇔ M 3888
- KFK 443 Info:⇔ M 4473
- KFK 444 Info:⇔ M 3889
- KFK 445 Info:⇔ FO 24
- KFK 446 Info:⇔ FBo 33
- KFK 447 Info:⇔ M 4475
- KFK 448 Info:⇔ M 3885
- KFK 449 Info:⇔ FBo 34

- KFK 450 Info:⇔ FN 12
- KFK 451 Info:⇔ M 4472
- KFK 452 Info:⇔ M 3882
- KFK 453 Info:⇔ M 3883
- KFK 454 Info:⇔ M 3884
- KFK 455 Info:⇔ M 3886
- KFK 456 Info:⇔ M 3887
- KFK 457 Info:⇔ FK 45, V 1236
- KFK 458 Info:⇔ FBo 31
- KFK 459 Info:⇔ FBo 31

- KFK 460 Info:⇔ FN 13
- KFK 461 Info:⇔ FP 13
- KFK 462 Info:⇔ HI 15 (gebaut auf der Burmester-Werft Swinemünde-Ost)
- KFK 463 Info:⇔ HI 16 (gebaut auf der Burmester-Werft Swinemünde-Ost)
- KFK 464 Info:⇔ HI 17 (gebaut auf der Burmester-Werft Swinemünde-Ost)
- KFK 465 Info:⇔ V 6527 Vs 136 (* 10. Juni 1944 Burmester-Werft Swinemünde-Ost) BX 416 INGE[15]
- KFK 466 Info:⇔ V 6708 (gebaut auf der Burmester-Werft Swinemünde-Ost)
- KFK 467 Info:⇔ NO 55 (gebaut auf der Burmester-Werft Swinemünde-Ost)
- KFK 468 Info:⇔ NO 56 (gebaut auf der Burmester-Werft Swinemünde-Ost)
- KFK 469 Info:⇔ Vs 224 (gebaut auf der Burmester-Werft Swinemünde-Ost) BX 472 ANTJE[15]

- KFK 470 Info:⇔ Vs 333 (* 17. Juni 1944 Burmester-Werft Swinemünde-Ost)
- KFK 471 Info:⇔ Vs 828 (* 17. Juni 1944 Burmester-Werft Swinemünde-Ost)
- KFK 472 Info:⇔ Vs 924 (* 21. Juni 1944 Burmester-Werft Swinemünde-Ost) BX 484 THESS BOTT[15]
- KFK 473 Info:⇔ M 3259 (* 21. Juni 1944 Burmester-Werft Swinemünde-Ost)
- KFK 474 Info:⇔ V 432, V 1243 (* 23. Juni 1944 Burmester-Werft Swinemünde-Ost)
- KFK 475 Info:⇔ M 3260 (* 23. Juni 1944 Burmester-Werft Swinemünde-Ost)
- KFK 476 Info:⇔ M 3261 (* 24. Juni 1944 Burmester-Werft Swinemünde-Ost)
- KFK 477 Info:⇔ V 435 (* 27. Juni 1944 Burmester-Werft Swinemünde-Ost)
- KFK 478 Info:⇔ M 4250 (* 21. Juni 1944 Burmester-Werft Swinemünde-Ost) BX 439 ELSE MARIE[15] (Bremerhaven), später als HEIDI (SO 278), HEIDI (SL 7) und zuletzt als RÜGEN II (SH 6) in Heiligenhafen als Fischkutter. Ab 1977 Fahrgast-Motorschiff. 1989 in der Ortmühler Bucht gestrandet und im Mai 2007 abgebrochen.
- KFK 479 Info:⇔ (gebaut auf der Burmester-Werft Swinemünde-Ost)

- KFK 480 Info:⇔ M 4252 (gebaut auf der Burmester-Werft Swinemünde-Ost) BX 495 BUTENDIEK[15]
- KFK 481 Info:⇔ M 4253 (gebaut auf der Burmester-Werft Swinemünde-Ost) BX 542 SEELUST[15] befindet sich unter dem Namen MS SEELUST in Bremerhaven.[53][54]
- KFK 482 Info:⇔ M 4254 (gebaut auf der Burmester-Werft Swinemünde-Ost) BX 432 JAN GRIEB[15]
- KFK 483 Info:⇔ Vs 225 (gebaut auf der Burmester-Werft Swinemünde-Ost)
- KFK 484 Info:⇔ DW 37, Vs 346 (* 30. Juni 1944 gebaut auf der Burmester-Werft Swinemünde-Ost) am 9. Oktober 1944 gesunken[2] BX 547 WANDERER[15]
- KFK 485 Info:⇔ Vs 427 (* 30. Juni 1944 Burmester-Werft Swinemünde-Ost) BX 485 HELGOLAND[15]
- KFK 486 Info:⇔ Vs 925 (gebaut auf der Burmester-Werft Swinemünde-Ost) BX 429 HORST WILHELM[15]
- KFK 487 Info:⇔ V 6709, Vs 630 (gebaut auf der Burmester-Werft Swinemünde-Ost)
- KFK 488 Info:⇔ V 6710, Vs 631 (gebaut auf der Burmester-Werft Swinemünde-Ost) BX 452 KAROLINE,[15] 2009 Hochseeangelkutter SIMONE R, Eckernförde, 2018 stillgelegt
- KFK 489 Info:⇔ UJ 1760 (gebaut auf der Burmester-Werft Swinemünde-Ost)

- KFK 490 Info:⇔ UJ 1761 (gebaut auf der Burmester-Werft Swinemünde-Ost)
- KFK 491 Info:⇔ P Südfall, wurde 1944 in Swinemünde-Ost auf der Burmester Werft gebaut und wurde für die Amtsgruppe Nautik beim OKM als Peilboot SÜDFALL verwendet. 1946 wurde das Fahrzeug dem Deutschen Hydrographischen Institut zur Verfügung gestellt. Ab 1958 diente der KFK 491 als HERMANN WATTENBERG als Forschungsschiff der Universität Kiel. 1978 ging das Boot in private Hände über. Ab 1989 hieß es CARIBIC und wurde nach Antigua verchartert. 2003 erfolgte laut Angaben der letzten Besitzer ein neuer Verkauf und eine Restaurierung.[55] Ein Jahr später strandete das Schiff in der Wesermündung und wurde aufgegeben.[56][57]
- KFK 492 Info:⇔ UTHÖRN Kiellegung am 4. Mai 1944, Stapellauf am 10. Juni 1944, Abnahme am 7. Juli 1944, am 15. Juli 1944 in Swinemünde in Dienst gestellt als Vermessungsboot UTHÖRN. Januar 1946 Vermessungsboot in Lübeck-Travemünde. 1947 Ausbau zum Forschungskutter der Biologischen Anstalt auf Helgoland bei der Norderwerft in Hamburg. Herbst 1945 DMI. Januar 1946 an das DHI in Hamburg. 26. Februar 1947 an die Biologische Anstalt Helgoland. 1949 Bundesministerium für Ernährung, Landwirtschaft und Forschung, List und (DBFN). Später Bundesforschungsanstalt für Fischereibiologie/Anstalt Helgoland-Wattenmeerstation. 1973 Heimathafen Helgoland und 1974 wieder List. 20. August 1982 a. D. und 27. September 1982 an die Deutsche autonome Jugendschaft in Stuttgart. Geplanter Einsatz im Mittelmeer, zunächst stationiert auf Helgoland. (Quelle T. Dorgeist)

(gebaut auf der Burmester-Werft Swinemünde-Ost)
- KFK 493 Info:⇔ (gebaut auf der Burmester-Werft Swinemünde-Ost) DW 36, am 9. Oktober 1944 gesunken[2]
- KFK 494 Info:⇔ (gebaut auf der Burmester-Werft Swinemünde-Ost) DW 37, am 9. Oktober 1944 gesunken[2]
- KFK 495 Info:⇔ (gebaut auf der Burmester-Werft Swinemünde-Ost)
- KFK 496 Info:⇔ (gebaut auf der Burmester-Werft Swinemünde-Ost) DW 39, am 9. Oktober 1944 gesunken[2]
- KFK 497 Info:⇔ (gebaut auf der Burmester-Werft Swinemünde-Ost)
- KFK 498 Info:⇔ (gebaut auf der Burmester-Werft Swinemünde-Ost)
- KFK 499 Info:⇔ (gebaut auf der Burmester-Werft Swinemünde-Ost)

#### KFK 500 bis 599
→ KFK 500 Info:⇔ vorgesehen als UJ 1442, Burmester, Swinemünde-Ost, später KEHRWIEDER
- KFK 501 Info:⇔ (gebaut auf der Burmester-Werft Swinemünde-Ost)
- KFK 502 Info:⇔ (gebaut auf der Burmester-Werft Swinemünde-Ost) UJ 1444, V 1813, Vs 611
- KFK 503 Info:⇔ (gebaut auf der Burmester-Werft Swinemünde-Ost)
- KFK 504 Info:⇔ (gebaut auf der Burmester-Werft Swinemünde-Ost)
- KFK 505 Info:⇔ (gebaut auf der Burmester-Werft Swinemünde-Ost)
- KFK 506 Info:⇔ (gebaut auf der Burmester-Werft Swinemünde-Ost) V 6719
- KFK 507 Info:⇔ (gebaut auf der Burmester-Werft Swinemünde-Ost) NKi 34, V 6714, V 6720, Vs 632; 31. Juli 1944 in Swinemünde abgeliefert an das MOK Norwegen für die Hafenschutzflottille Kirkenes als NKi 34. 31. Juli 1944 in Dienst jedoch für die 67. Vorpostenflottille als V 6714 und am 1. August 1944 als V 6720. Im September (8.–28. September) bei der KFK-Schulflottille unter der KFK-Bootsnummer KFK 507. 28. September 1944 Detonation während des Ausbringen des Minensuchgerätes 100 Meter westlich der K.A.T./Swinemünde. Brannte sofort und sackte mit dem Hinterteil weg. Wurde von KFK 307 und 504 unterfangen, nach Swinemünde eingeschleppt und mit Kran geborgen. Vor März 1945 in Dienst für die 6. Sicherungsflottille als Vs 632. 4. Mai 1945 ab Peenemünde und der 10. Sich.-Division unterstellt. 21. Juli 1945 an das DMRDK Westdeutschland-2. DMRD/18. Minensuchflottille (18. GKSF). Oktober beim DMRDK Schleswig Holstein-1. DMRD/KFK-Bewachungsverband/5. Gruppe. 19. November 1945 im 6. Törn an die UdSSR abgeliefert. Verbleib nicht bekannt. Quelle: „T. Dorgeist“
- KFK 508 Info:⇔ (gebaut auf der Burmester-Werft Swinemünde-Ost)
- KFK 509 Info:⇔ (gebaut auf der Burmester-Werft Swinemünde-Ost)

- KFK 510 Info:⇔ Vs 613, NB 73 (* 31. Juli 1944 Burmester-Werft Swinemünde-Ost) am 17. August 1944 gesunken[2] BX 425 PIROLA[15] derzeit als MS NORDLAND genutzt[58]
- KFK 511 Info:⇔ (gebaut auf der Burmester-Werft Swinemünde-Ost)
- KFK 512 Info:⇔ (gebaut auf der Burmester-Werft Swinemünde-Ost)
- KFK 513 Info:⇔ NB 67, V 6811 (* 31. Juli 1944 Burmester-Werft Swinemünde-Ost) BX 543 SALM[15]
- KFK 514 Info:⇔ (gebaut auf der Burmester-Werft Swinemünde-Ost) V 6725
- KFK 515 Info:⇔ (gebaut auf der Burmester-Werft Swinemünde-Ost)
- KFK 516 Info:⇔ (gebaut auf der Burmester-Werft Swinemünde-Ost)
- KFK 517 Info:⇔ (gebaut auf der Burmester-Werft Swinemünde-Ost)
- KFK 518 Info:⇔ (gebaut auf der Burmester-Werft Swinemünde-Ost) HOe 2, als MS Antares Hochseeangelkutter auf Fehmarn.[59] Seit 2019 Liegeplatz auf der Museumswerft Flensburg.
- KFK 519 Info:⇔ (gebaut auf der Burmester-Werft Swinemünde-Ost) HOe 3, wurde noch in den 1980ern als PETER VON DANZIG II in Arnis gesichtet

- KFK 520 Info:⇔ (gebaut auf der Burmester-Werft Swinemünde-Ost)
- KFK 521 Info:⇔ (gebaut auf der Burmester-Werft Swinemünde-Ost)
- KFK 522 Info:⇔ (gebaut auf der Burmester-Werft Swinemünde-Ost) V 5525, UJ 345, SO 7 FRISCHES HAFF, DEBORAH, im Juni 1986 Verlust im Sturm nach Motorschaden bei Salobrena/Andalusien
- KFK 523 Info:⇔ UJ 340 (gebaut auf der Burmester-Werft Swinemünde-Ost)
- KFK 524 Info:⇔ UJ 341 (gebaut auf der Burmester-Werft Swinemünde-Ost)
- KFK 525 Info:⇔ UJ 342 (gebaut auf der Burmester-Werft Swinemünde-Ost)
- KFK 526 Info:⇔ V 1227 (* 12. September 1944) in Swinemünde-Ost gebaut, wurde nach Kriegsende von den Briten beschlagnahmt und zum Fischfang verwendet und gelangte später wieder in deutsche Hand. In den 1950er Jahren als Fischkutter SO 93 Venus eingetragen auf Max Dagott und Karl Hauswald, Niendorf/Ostsee (Rufzeichen: DKLO).[60] Anfang der 1960er Jahre als SO 4 Venus in Niendorf/Ostsee registriert.[61] 1988 gab man die Hochseefischerei mit diesem Schiff auf. Es ging durch verschiedene Hände und befand sich seit 2005 im Besitz einer Eignergemeinschaft, die es restaurierte und als Venus, später als Venus Explore, unter anderem für Sporttaucher einsetzte.[62] Der Kutter geriet am 12. Juli 2011 nahe Helgoland in Brand und sank beim Versuch, ihn nach Cuxhaven zu schleppen.
- KFK 527 Info:⇔ M 3453 (gebaut auf der Burmester-Werft Swinemünde-Ost)
- KFK 528 Info:⇔ (gebaut auf der Burmester-Werft Swinemünde-Ost)
- KFK 529 Info:⇔ (* 16. September 1944 Burmester-Werft Swinemünde-Ost) BX 496 HORNSRIFF[15]

- KFK 530 Info:⇔ UJ 343, (gebaut auf der Burmester-Werft Swinemünde-Ost) M 3158, zuletzt bekannt als ex. NIE 19, SO 7 Renate, Fischereikutter in Niendorf Ostsee
- KFK 531 Info:⇔ (gebaut auf der Burmester-Werft Swinemünde-Ost); 1948–1951 beim Minenräumverband Cuxhaven, dann Marinedienstgruppe (Royal Navy) ebendort, nach 1951 vmtl. privat veräußert zum Seegrenzschutz[49] und von dort zur Bundesmarine als Hafenschutzboot KW ?[50]
- KFK 532 Info:⇔ (gebaut auf der Burmester-Werft Swinemünde-Ost) UJ 391; 3. U-Bootsjagdflottille (2) „Ost“. „Am 19. Februar 2009 wurde das Wrack des KFK 532 (UJ 301), welches sich zirka 1 Km Süd-Ost von Fischereihafen Hela befand, auf Antrag vom Seeamt durch die polnische Kriegsmarine gesprengt. Die offizielle diesbezügliche Information befindet sich auf der Internetseite der polnischen Kriegsmarine.“ (Auf dem untergegangenen Wrack befanden sich noch Sprengmittel: 5 Wasserbomben)[63]⊙[64]
- KFK 533 Info:⇔ (gebaut auf der Burmester-Werft Swinemünde-Ost)
- KFK 534 Info:⇔ (* 23. September 1944 Burmester-Werft Swinemünde-Ost) BX 522 POMMERN[15] heißt heute MS SHIRALEE[65]
- KFK 535 Info:⇔ (gebaut auf der Burmester-Werft Swinemünde-Ost)
- KFK 536 Info:⇔ (gebaut auf der Burmester-Werft Swinemünde-Ost)
- KFK 537 Info:⇔ (gebaut auf der Burmester-Werft Swinemünde-Ost)
- KFK 538 Info:⇔ (gebaut auf der Burmester-Werft Swinemünde-Ost)
- KFK 539 Info:⇔ (gebaut auf der Burmester-Werft Swinemünde-Ost)

- KFK 540 Info:⇔ (gebaut auf der Burmester-Werft Swinemünde-Ost)
- KFK 541 Info:⇔ (gebaut auf der Burmester-Werft Swinemünde-Ost) UJ 305; 3. U-Bootsjagdflottille (2) „Ost“ bei Operation Davy Jones’ Locker mit Gasmunition versenkt
- KFK 542 Info:⇔ (gebaut auf der Burmester-Werft Swinemünde-Ost)
- KFK 543 Info:⇔ (gebaut auf der Burmester-Werft Swinemünde-Ost) UJ 307; 3. U-Bootsjagdflottille (2) „Ost“
- KFK 544 Info:⇔ NB 75, UJ 302 bei der 3. U-Bootsjagdflottille (2) „Ost“ (* 23. September 1944 Burmester-Werft Swinemünde-Ost) BX 498 ANITA[15]
- KFK 545 Info:⇔ NB 76 (* 27. September 1944 Burmester-Werft Swinemünde-Ost) BX 424 HELLA[15]
- KFK 546 Info:⇔ (gebaut auf der Burmester-Werft Swinemünde-Ost)
- KFK 547 Info:⇔ (gebaut auf der Burmester-Werft Swinemünde-Ost) UJ 303; 3. U-Bootsjagdflottille (2) „Ost“
- KFK 548 Info:⇔ (gebaut auf der Burmester-Werft Swinemünde-Ost)
- KFK 549 Info:⇔ (gebaut auf der Burmester-Werft Swinemünde-Ost)

- KFK 550 Info:⇔ (gebaut auf der Burmester-Werft Swinemünde-Ost)
- KFK 551 Info:⇔ (* 18. Oktober 1944 gebaut auf der Burmester-Werft Swinemünde-Ost) M 3250, HF 502 BLINKFÜER, NIE 23, SO 229, SO 3 UTSIRE, Fischereikutter in Niendorf Ostsee
- KFK 552 Info:⇔ (gebaut auf der Burmester-Werft Swinemünde-Ost)
- KFK 553 Info:⇔ (gebaut auf der Burmester-Werft Swinemünde-Ost)
- KFK 554 Info:⇔ ?,(* 26. Oktober 1944, gebaut auf der Burmester-Werft Swinemünde-Ost) BX 438 WALTRAUT[15] HECHT IV. als Hausboot NADINE in West Mersea (Essex, England) in Nutzung
- KFK 555 Info:⇔ (gebaut auf der Burmester-Werft Swinemünde-Ost)
- KFK 556 Info:⇔ (gebaut auf der Burmester-Werft Swinemünde-Ost)
- KFK 557 Info:⇔ (gebaut auf der Burmester-Werft Swinemünde-Ost)
- KFK 558 Info:⇔ (gebaut auf der Burmester-Werft Swinemünde-Ost)
- KFK 559 Info:⇔ (gebaut auf der Burmester-Werft Swinemünde-Ost)

- KFK 560 Info:⇔ (gebaut auf der Burmester-Werft Swinemünde-Ost)

→ KFK 561 Info:⇔ DW 33
- KFK 561
  - 1943 gebaut, „Burmester KG“ in Swinemünde
  - am 17. November 1944 als EISBÄR (DW 33)
  - ab 27. Juli 1945 an Deutschen Minenräumdienst
  - im Jahr 1947 Übergabe als britische Reparation,
  - im Jahr 1947 verkauft als Fischerboot ANKE (HF 423 oder 426?),
  - ab 1950?
  - 2. April 1953 Küstenwache in Deutschland, als Patrouillenboot (Wachboot)
  - 1. Juli 1956: an die Marine der Bundesrepublik Deutschland, als Patrouillenboot/Hafenschutzboot H3der Klasse 368 zugeordnet (Nr. 368/03)
  - ab 1960 mit gleicher Klassennummer als Küstenwachboot KW 3 (W3, NATO-Kennung: Y ...)
  - per 1. August 1963 in Reserve
  - ab 30. November 1965 als REB (Radar-Beschickungsboot) Y 829 der Klasse 740 zugeordnet (Nr. 740/24)
  - ausgemustert 22. Mai 1990, übergeben an die Stadt Wilhelmshaven
  - wurde im April 2004 in Wilhelmshaven abgewrackt.

- KFK 562 Info:⇔
- KFK 563 Info:⇔
- KFK 564 Info:⇔
- KFK 565 Info:⇔
- KFK 566 Info:⇔
- KFK 567 Info:⇔
- KFK 568 Info:⇔
- KFK 569 Info:⇔

- KFK 570 Info:⇔
- KFK 571 Info:⇔
- KFK 572 Info:⇔
- KFK 573 Info:⇔
- KFK 574 Info:⇔
- KFK 575 Info:⇔
- KFK 576 Info:⇔
- KFK 577 Info:⇔
- KFK 578 Info:⇔
- KFK 579 Info:⇔

- KFK 580 Info:⇔
- KFK 581 Info:⇔
- KFK 582 Info:⇔
- KFK 583 Info:⇔
- KFK 584 Info:⇔
- KFK 585 Info:⇔
- KFK 586 Info:⇔
- KFK 587 Info:⇔
- KFK 588 Info:⇔
- KFK 589 Info:⇔

- KFK 590 Info:⇔
- KFK 591 Info:⇔
- KFK 592 Info:⇔
- KFK 593 Info:⇔
- KFK 594 Info:⇔
- KFK 595 Info:⇔
- KFK 596 Info:⇔
- KFK 597 Info:⇔
- KFK 598 Info:⇔
- KFK 599 Info:⇔

#### KFK 600 bis 699
- KFK 600 Info:⇔
- KFK 601 Info:⇔
- KFK 602 Info:⇔
- KFK 603 Info:⇔
- KFK 604 Info:⇔
- KFK 605 Info:⇔
- KFK 606 Info:⇔
- KFK 607 Info:⇔
- KFK 608 Info:⇔
- KFK 609 Info:⇔

- KFK 610 Info:⇔
- KFK 611 Info:⇔
- KFK 612 Info:⇔ V 1224, BX 478 ELKE[15]
- KFK 613
  - W 2 (ab Juli 1956 H 2. 1960 KW 2, W 2) (Bundesmarine: 368/02) ex. Vorpostenboot KFK 613 Kriegsmarine, „Burmester KG“ in Swinemünde, startete im Jahr 1943.
  - ab 17. November 1944 als Hilfs-Minensucher M 3253
  - 27. Juli 1945 an Deutschen Minenräumdienst
  - 1947, Übergabe als britische Reparation
  - 1947 verkauft und als Fischereikutter CONCORDIA (HF 495),
  - mit der 194? Ingwer Bord. № HF 495, ?
  - verkauft im Jahr 1950.
  - 2. April 1953: Seegrenzschutz, Einführung als kleines Wachboot,
  - 1. Juli 1956 an die Bundesmarine, Hafenschutzboot H2
  - 1960: in gleicher Klasse als Küstenwachboot KW 02 (W 2, NATO-Kennung: W 2)
  - 1. August 1963: in die Reserve,
  - 1. Oktober 1969: Schulschiff in Borkum,
  - 23. Juli 1974: Übergabe an Griechenland,
  - 15. August 1975: eingeführt als Patrouillenboot Arhikelefstis Stasis (P 288).
  - danach Arhikelefstis Stasis (A 477) ausgenommen im Zeitraum 1990–1994.

- KFK 614 Info:⇔ (gebaut auf der Burmester-Werft Swinemünde-Ost)
- KFK 615 Info:⇔ (gebaut auf der Burmester-Werft Swinemünde-Ost)
- KFK 616 Info:⇔ (gebaut auf der Burmester-Werft Swinemünde-Ost); 1948–1951 beim Minenräumverband Cuxhaven, dann Marinedienstgruppe (Royal Navy) ebendort, nach 1951 vmtl. privat veräußert zum Seegrenzschutz[49] und von dort zur Bundesmarine als Hafenschutzboot KW ?[50]
- KFK 617 Info:⇔ V 1256 (gebaut auf der Burmester-Werft Swinemünde-Ost)
- KFK 618 Info:⇔ (gebaut auf der Burmester-Werft Swinemünde-Ost)
- KFK 619 Info:⇔ (gebaut auf der Burmester-Werft Swinemünde-Ost)

- KFK 620 Info:⇔ (gebaut auf der Burmester-Werft Swinemünde-Ost)
- KFK 621 Info:⇔ M 3454 (* 16. Dezember 1944 Burmester-Werft Swinemünde-Ost) BX 437 HEIKA[15]
- KFK 622 Info:⇔ DW 23 (* 9. Dezember 1944 Burmester-Werft Swinemünde-Ost) BX 520 TAGLIA[15] zuletzt bekannt als OSTE-RIFF (ex TAGILA, PAULA, WESTBANK, EMO, ODIN II) Bremerhaven
- KFK 623 Info:⇔ (gebaut auf der Burmester-Werft Swinemünde-Ost)
- KFK 624 Info:⇔ (gebaut auf der Burmester-Werft Swinemünde-Ost)
- KFK 625 Info:⇔ (gebaut auf der Burmester-Werft Swinemünde-Ost)

→ KFK 626 Info:⇔ vorgesehen als NO 46, * 19. Dezember 1944 Burmester-Werft Swinemünde-Ost, BX 500, BORKUMRIFF später LONNEKE
- KFK 627 Info:⇔ V 5533 (* 23. Dezember 1944 Burmester-Werft Swinemünde-Ost) BX 502 ALTE LIEBE[15]
- KFK 628 Info:⇔ (gebaut auf der Burmester-Werft Swinemünde-Ost)
- KFK 629 Info:⇔ (gebaut auf der Burmester-Werft Swinemünde-Ost)

- KFK 630 Info:⇔ (gebaut auf der Burmester-Werft Swinemünde-Ost)
- KFK 631 Info:⇔ V 5537 (gebaut auf der Burmester-Werft Swinemünde-Ost) BX 470 KARIN[15]
- KFK 632 Info:⇔ (gebaut auf der Burmester-Werft Swinemünde-Ost)
- KFK 633 Info:⇔ V 6616, UJ 327 (gebaut auf der Burmester-Werft Swinemünde-Ost) BX 487 WALROSS[15]
- KFK 634 Info:⇔ (gebaut auf der Burmester-Werft Swinemünde-Ost) V 6617 und UJ 324 in 3. U-Bootsjagdflottille (2) (Ostsee (Swinemünde))
- KFK 635 Info:⇔ (gebaut auf der Burmester-Werft Swinemünde-Ost)
- KFK 636 Info:⇔ (gebaut auf der Burmester-Werft Swinemünde-Ost)
- KFK 637 Info:⇔
- KFK 638 Info:⇔
- KFK 639 Info:⇔ UJ 329, BX 490 ELSE[15]

- KFK 640 Info:⇔ BX 481 GEBRÜDER MEYER[15] zuletzt bekannt als SO 2 Neptun III. Fischereikutter in Niendorf Ostsee
- KFK 641 Info:⇔ LUF 500, BX 497 ALBINUS[15]
- KFK 642 Info:⇔
- KFK 643 Info:⇔
- KFK 644 Info:⇔ UJ 330 in 3. U-Bootsjagdflottille (2) (Ostsee (Swinemünde))
- KFK 645 Info:⇔
- KFK 646 Info:⇔
- KFK 647 Info:⇔
- KFK 648 Info:⇔
- KFK 649 Info:⇔

- KFK 650 Info:⇔
- KFK 651 Info:⇔
- KFK 652 Info:⇔
- KFK 653 Info:⇔
- KFK 654 Info:⇔
- KFK 655 Info:⇔
- KFK 656 Info:⇔
- KFK 657 Info:⇔
- KFK 658 Info:⇔
- KFK 659 Info:⇔

- KFK 660 Info:⇔
- KFK 661 Info:⇔
- KFK 662 Info:⇔
- KFK 663 Info:⇔
- KFK 664 Info:⇔
- KFK 665 Info:⇔
- KFK 666 Info:⇔
- KFK 667 Info:⇔
- KFK 668 Info:⇔
- KFK 669 Info:⇔ vorgesehen als V6332 und am 16.–19. März 1945 als Kasko verbracht nach Travemünde und zum Fischkutter aufgebaut. Bis 1990 in der Fischerei im Einsatz. Ab 1991 Umbau zum Gaffelschoner. Bis 1995 als Schulschiff für Seekadetten aus Kolberg, danach als Traditionssegler unterwegs. Ab 2012 wird das Schiff in Eckernförde sich selbst überlassen. Ab 2020 Übernahme durch eine Genossenschaft, Instandsetzung in Polen und seit 2021 als Bistro- und Kulturschiff im Kieler Hafen. [66]

- KFK 670 Info:⇔
- KFK 671 Info:⇔
- KFK 672 Info:⇔
- KFK 673 Info:⇔
- KFK 674 Info:⇔
- KFK 675 Info:⇔
- KFK 676 Info:⇔
- KFK 677 Info:⇔ zerstört am 12. März 1945 bei dem Luftangriff auf Swinemünde, bei dem die Burmester-Werft schwer getroffen wurde (20 Kriegsfischkutter und etliche andere Schiffe)[1]
- KFK 678 Info:⇔
- KFK 679 Info:⇔ zerstört mit KFK 677 (siehe dort)

- KFK 680 Info:⇔ zerstört mit KFK 677 (siehe dort)
- KFK 681 Info:⇔
- KFK 682 Info:⇔
- KFK 683 Info:⇔ zerstört mit KFK 677 (siehe dort)
- KFK 684 Info:⇔ zerstört mit KFK 677 (siehe dort)
- KFK 685 Info:⇔ zerstört mit KFK 677 (siehe dort)
- KFK 686 Info:⇔ zerstört mit KFK 677 (siehe dort)
- KFK 687 Info:⇔ zerstört mit KFK 677 (siehe dort)
- KFK 688 Info:⇔ zerstört mit KFK 677 (siehe dort)
- KFK 689 Info:⇔ zerstört mit KFK 677 (siehe dort)

- KFK 690 Info:⇔ zerstört mit KFK 677 (siehe dort)
- KFK 691 Info:⇔ zerstört mit KFK 677 (siehe dort)
- KFK 692 Info:⇔ zerstört mit KFK 677 (siehe dort)
- KFK 693 Info:⇔ zerstört mit KFK 677 (siehe dort)
- KFK 694 Info:⇔ zerstört mit KFK 677 (siehe dort)
- KFK 695 Info:⇔ zerstört mit KFK 677 (siehe dort)
- KFK 696 Info:⇔ zerstört mit KFK 677 (siehe dort)
- KFK 697 Info:⇔ zerstört mit KFK 677 (siehe dort)
- KFK 698 Info:⇔ zerstört mit KFK 677 (siehe dort)
- KFK 699 Info:⇔ zerstört mit KFK 677 (siehe dort)

#### KFK ab 700
- KFK 740 Info:⇔ Vs 1608
- KFK 741 Info:⇔ Vs 1609
- KFK 742 Info:⇔ Vs 1610
- KFK 743 Info:⇔ Vs 1607 (dänischer Werftbau) METEOR, HAI II
- KFK 744 Info:⇔ Vs 1611
- KFK 745 Info:⇔ Vs 1612
- KFK 746 Info:⇔ Vs 824
- KFK 747 Info:⇔ Vs 1615
- KFK 748 Info:⇔ Vs 1613
- KFK 749 Info:⇔ Vs 825

- KFK 750 Info:⇔ Vs 1614
- KFK 751 Info:⇔ Vs 826
- KFK 752 Info:⇔ Vs 1616

### Porträts derzeit ohne Zuordnung zu einer KFK-Nummer oder Nachkriegsserie
- 13 W (ab Juli 1956 H 4, 1960 KW 4, W 4) (Bundesmarine:368/04) ex. Vorpostenboot KFK Kriegsmarine gebaut, 27. Juli 1945 an Deutschen Minenräumdienst, im Februar 1951 an Central American Service „Labor Service Unit / B“ in Bremerhaven, US-Coast Guard in Deutschland, als Patrouillenboot (Wachboot), 1. Juli 1956 an die Marine der Bundesrepublik Deutschland, als Patrouillenboot (Hafenschutzboot), sank am 2. August 1963, Übergabe nach Tansania, am 30. September 1964 dort eingeführt als Patrouillenboot, sank im Jahr 1967.

- 14 W (ab Juli 1956 H 5, 1960 KW 5, W 5) (Bundesmarine: 368/05) ex. Vorpostenboot KFK Kriegsmarine gebaut, 27. Juli 1945 an Deutschen Minenräumdienst, im Februar 1951 an Central American Service „Labor Service Unit / B“ in Bremerhaven, US-Coast Guard in Deutschland, als Patrouillenboot (Wachboot), 1. Juli 1956 an die Marine der Bundesrepublik Deutschland, als Patrouillenboot (Hafenschutzboot), sank 2. August 1963 und Übergabe nach Tansania, am 30. September 1964 dort eingeführt als Patrouillenboot, sank im Jahr 1967.

- W 15 (ab Juli 1956 H 6, 1960 KW 6, W 6) (Bundesmarine: 368/06) ex. Vorpostenboot KFK Kriegsmarine gebaut, 27. Juli 1945 an Deutschen Minenräumdienst, im Februar 1951 an der Central American Service „Labor Service Unit / B“ in Bremerhaven, US-Coast Guard in Deutschland, die als ein Patrouillenboot (Wachboot), 1. Juli 1956 an die Marine der Bundesrepublik Deutschland, die in als eine Patrouillenboot (Hafenschutzboot), ging der 30. April 1968, an MFM-Stelle als Y 836 / KW 6 Übergabe an „Marinekameradschaft Köln“.

Identifiziert als MS SEETEUFEL 1944, Burmesterwerft Swinemünde, 98 BRT, 24 m, Modag-Dieselmotor, ehemalige Kennungen: (W 6 1956–1969) (Y 836), nach Dienst in Bundesgrenzschutz (See) und Bundesmarine fährt das Schiff als Hochseeangelkutter von Heiligenhafen aus.
- 16 W (ab Juli 1956 H 7, 1960 KW 7, W 7) (Bundesmarine: 368/07) ex. Vorpostenboot KFK Kriegsmarine gebaut, 27. Juli 1945 an Deutschen Minenräumdienst, im Februar 1951 an der Central American Service „Labor Service Unit / B“ in Bremerhaven, US-Coast Guard in Deutschland, die als ein Patrouillenboot (Wachboot), 1. Juli 1956 an die Marine der Bundesrepublik Deutschland, die in als eine Patrouillenboot (Hafenschutzboot), gelöscht 6. August 1963 und der Übergabe an Griechenland, dort am 22. Dezember 1967 eingeführt als Patrouillenboot P? ANEMOS, sank im Jahr 1975.

- 17 W (ab Juli 1956 H 8, 1960 KW 8, W 8) (Bundesmarine: 368/10, ex. Vorp, W 8) (Bundesmarine: 368/08) ex. Vorpostenboot KFK Kriegsmarine gebaut, 27. Juli 1945 an Deutschen Minenräumdienst, im Februar 1951 an der Central American Service „Labor Service Unit / B“ in Bremerhaven, US-Coast Guard in Deutschland, die als ein Patrouillenboot (Wachboot), 1. Juli 1956 an die Marine der Bundesrepublik Deutschland, die in als eine Patrouillenboot (Hafenschutzboot), sank 23. Juli 1974, eingeführt als Trainings-Boot (Schulboot) Y 831, KW 8 in Borkum, ausgewiesen und nach Griechenland, wo am 30. August 1975, Patrouillenboot P übertragen Arhikelefstis Maliopoulis, gestrichen 1990.

- 18 W (ab Juli 1956 H 9, 1960 KW 9, W 9) (Bundesmarine: 368/09) ex. Vorpostenboot KFK Kriegsmarine gebaut, 27. Juli 1945 an Deutschen Minenräumdienst, im Februar 1951 an der Central American Service „Labor Service Unit / B“ in Bremerhaven, US-Coast Guard in Deutschland, die als ein Patrouillenboot (Wachboot), 1. Juli 1956 an die Marine der Bundesrepublik Deutschland, die in als eine Patrouillenboot (Hafenschutzboot), gelöscht 6. August 1963 und Übergabe nach Tansania, am 30. September 1964 dort eingeführt als Patrouillenboot, sank im Jahr 1967.

- 19 W (ab Juli 1956 H 10, 1960 KW 10, W 10) (Bundesmarine: 368/10) ex. Vorpostenboot als KFK Kriegsmarine gebaut, 27. Juli 1945 an Deutschen Minenräumdienst, im Februar 1951 an der Central American Service „Labor Service Unit / B“ in Bremerhaven, US-Coast Guard in Deutschland, als Patrouillenboot (Wachboot), 1. Juli 1956 an die Marine der Bundesrepublik Deutschland, als Patrouillenboot (Hafenschutzboot), gelöscht 6. August 1963 Übergabe nach Tansania, am 30. September 1964 dort eingeführt als Patrouillenboot, sank im Jahr 1967.

- KFK ___ FLEUR DE PASSION (1941 Niederlande ? Baudaten und Orte widersprüchlich), nach Kriegsende als in Brest bei der französischen Marine als TRÉBERON im Dienst gewesen (bis 1959 als Minensuchboot) 1976 ausgemustert. Als FLEUR DE PASSION zur privaten Nutzung als Ketsch umgebaut; Reisen rund um Frankreich und bis in die karibische See. [68] 2003 Wechsel zu einer Schweizer Eignergemeinschaft und große Renovierung, segelt seitdem als Gaffelketsch FLEUR DE PASSION.[69]
- KFK ___ GLEDEN oder GLÆDEN gesichtet als Hausboot in Norwegen
- KFK ___ ONZE LINQUENDA, einer von 5 KFK'n die in den Niederlanden als Reparation verblieben sind. Besonderheit: die hölzerne Beplankung wurde komplett durch Stahlplatten ersetzt. Fuhr als WILLEM (TX 2) (Eigner Herr Vonk in Texel) in der Fischerei. Wurde mehrfach verkauf und wurden in Plymouth am 10. Juni 2004 wegen etlicher Mängel zwangsweise stillgelegt. Date & place of detention: 10/06/2004 – Plymouth[70] Wird in England zum Motorsegler/Stagsegelschoner umgebaut: ONZE LINQUENDA[71]
- KFK ___ KFK LINA Motorsegler, als Ketsch in Arnis gesichtet
- KFK ___ LIBERTAS Motorsegler, gesichtet in Arnis[72]
- KFK ___ NIOBE Fischermeister Ruge aus Niendorf,[73]
- KFK ___ WILMA
- KFK ___ TRES HOMBRES – Zuordnung nicht geklärt. Siehe KFK 368, NO45, SK43/55 !
- KFK ___ PLENTY WALHALLA
- KFK ___ KARL FOCK / LANGELAND

Bei den nachfolgenden Schiffen, die aus Kriegsbauten entstanden, ist noch zu klären, ob sie auch in der polnischen Serie SKS-240 mitgezählt wurden:
- KFK ??? (1944): umgebaut als Schonerbrigg HENRYK RUTKOWSKI, nach der politischen Wende umbenannt in KAPITAN GŁOWACKI, Heimathafen: Trzebież, in der Nähe von Stettin.[74]
- KFK ???: FRANEK ZUBRZYCKI (1947, aus einem KFK Wrack).

## Verweislisten

### Werftlisten

#### Schweden

##### Bröderna Larsson, Kristinehamn
| Bau-Nr. | Verweis   | Baudaten |
| ------- | --------- | -------- |
| ?       | → KFK 121 | 1943     |
| ?       | → KFK 122 | 1943     |
| ?       | → KFK 123 | 1943     |
| ?       | → KFK 124 | 1943     |

#### Deutschland

##### Ernst Burmester Schiffswerft K.G.Swinemünde(Ostswine)
Grundlage für nachfolgende Tabelle ist das Buch Yacht- und Bootswerft Burmester, Bremen von Klaus auf dem Garten. Für die Baunummern von 164 bis 443 sind dort jedoch keine Seiten aus dem originalen Baufortschrittsbuch abgedruckt. Die Annahme, aus den ersten und letzten Seiten die Zuordnung von KFK-Nummer zu Baunummern linear interpolieren zu können, würde, auch bei Berücksichtigung der für andere Werften vergebenen KFK-Nummern Lücken ergeben. Hier konnte Hr. Dr. H. Danner per E-Mail Details liefern. Unklar ist vorerst noch die merkwürdige KFK-Nummerierung zwischen KFK 692 und KFK 693 mit KFK 667B bis KFK 672B.
| Baunummer | Heckform  | Verweis                     | Abnahmedatum, ansonsten Bezeichnung und Datum des letzten verzeichneten Baufortschritts |
| --- | --------- | --------------------------- | --------------------------------------------------------------------------------------- |
| 1 | Spitzgatt | → KFK 138                   | Stapellauf: 4. August 1942                                                              |
| 2 bis 20 | Spitzgatt | → KFK 139 bis → KFK 157     | 16. Oktober 1942 bis 7. Januar 1943                                                     |
| 21 bis 100 | Plattgatt | → KFK 158 bis → KFK 237     | 12. Januar 1943 bis 24. August 1943                                                     |
| 101 bis 105 | Spitzgatt | → KFK 238 bis → KFK 242     | 7. September 1943 bis 17. September 1943                                                |
| 106 bis 273 | Plattgatt | → KFK 243 bis → KFK 410     | 21. September 1943 bis 19. Mai 1944                                                     |
| 274 | Spitzgatt | → KFK 411                   | 19. Mai 1945                                                                            |
| Die KFK-Nummern 412 bis 461 wurden Bauten anderer Werften zugeordnet |           |                             |                                                                                         |
| 275 bis 350 | Plattgatt | → KFK 462 bis → KFK 537     | 28. Mai 1944 bis 14. August 1944                                                        |
| Die KFK-Nummern 538 bis 542 wurden Bauten auf Werften in → Holland zugeordnet |           |                             |                                                                                         |
| 351 bis 369 | Plattgatt | → KFK 543 bis → KFK 561     | 18. September 1944 bis 15. November 1944                                                |
| Die KFK-Nummern 562 bis 612 wurden Bauten anderer Werften zugeordnet |           |                             |                                                                                         |
| 370 bis 384 | Plattgatt | → KFK 613 bis → KFK 627     | 15. November 1944 bis 23. Dezember 1944                                                 |
| 385 bis 396 | Plattgatt | → KFK 628 bis → KFK 639     | unfertig geblieben, Stapellauf: 14. Oktober 1944 bis 1. November 1944                   |
| 397, 398 | Plattgatt | → KFK 611, → KFK 612        | unfertig geblieben, Stapellauf: 2. November 1944, 3. November 1944                      |
| Die KFK-Nummern 611 und 612 waren ursprünglich der belgischen Werft St. Pieter in Hemixen zugeordnet. Die dortigen Bauten blieben unfertig und wurden in der Neubautenliste des Oberkommandos der Marine gestrichen. Die für die Baunummern 397 und 398 ursprünglich vorgesehenen KFK-Nummern 640 und 641 wurden dafür den Baunummern 407 und 408 zugeordnet. |           |                             |                                                                                         |
| 399 bis 406 | Plattgatt | → KFK 642 bis → KFK 649     | unfertig geblieben, Stapellauf: 6. November 1944 bis 23. November 1944                  |
| 407, 408 | Plattgatt | → KFK 640, → KFK 641        | unfertig geblieben, Stapellauf: 24. November 1944, 27. November 1944                    |
| siehe Anmerkungen zu Baunummern 397 und 398. |           |                             |                                                                                         |
| 409 bis 440 | Plattgatt | → KFK 650 bis → KFK 681     | unfertig geblieben, Stapellauf: 28. November 1944 bis 1. März 1945                      |
| 441, 442 | Plattgatt | → KFK 682, → KFK 683        | ?                                                                                       |
| 443 bis 450 | Plattgatt | → KFK 684 bis → KFK 690     | Deck angefertigt: 16. Januar 1945 bis 5. Februar 1945                                   |
| 451 | Plattgatt | → KFK 692                   | Außenhaut angefertigt: 26. Januar 1945                                                  |
| 452 | Plattgatt | → KFK 667 B                 | Außenhaut angefertigt: 7. Februar 1945                                                  |
| 453 bis 457 | Plattgatt | → KFK 668 B bis → KFK 672 B | Spanten angekommen: 24. Januar 1945 bis 26. Januar 1945                                 |
| 458, 459 | Plattgatt | → KFK 693, → KFK 694        | Spanten angekommen: 26. Januar 1943                                                     |

### Fischereikennzeichen
Wegen dringendem Versorgungsbedarf der Bevölkerung im Nachkriegsdeutschland wurden viele Kriegsfischkutter schnell zu Fischereikuttern umgewandelt, erhielten entsprechende Fischereikennzeichen und wurden von den Alliierten an deutsche Fischer verchartert.
1953 wurden die meisten an die Bundesrepublik Deutschland verkauft.
Ein Teil dieser Kriegsfischkutter wurde wieder umgebaut zur erneuten militärischen Nutzung durch den Bundesgrenzschutz und später durch die Bundesmarine. Der Großteil jedoch wurde durch die bisherigen Charterer oder andere Fischer erworben und weiterhin im Fischfang eingesetzt.

#### BX = Bremerhaven (Hochseefischerei)
| Fischerei- kennzeichen | Name                       | Kennung benutzt von/bis                  | Verweis                                                                                  | Quellen                                             |
| ---------------------- | -------------------------- | ---------------------------------------- | ---------------------------------------------------------------------------------------- | --------------------------------------------------- |
| BX 99                  | STURMVOGEL                 | ... 1953 ...                             | → KFK 365                                                                                | [ 15 ]                                              |
| BX 343                 | HILDEGARD                  | ... 1953 ...                             | → KFK 416                                                                                | [ 15 ]                                              |
| BX 354                 | NORDLICHT                  | evtl. nur Reservierung 1946 ohne Nutzung | → Serie Nord der Yacht- und Bootswerft Burmester, Bremen-Burg (1945–1948) → Bau-Nr. 2891 | [ 75 ]                                              |
| BX 355                 | NORDSTERN                  | evtl. nur Reservierung 1946 ohne Nutzung | → Serie Nord der Yacht- und Bootswerft Burmester, Bremen-Burg (1945–1948) → Bau-Nr. 2892 | [ 75 ]                                              |
| BX 356                 | NORDWIND                   | evtl. nur Reservierung 1946 ohne Nutzung | → Serie Nord der Yacht- und Bootswerft Burmester, Bremen-Burg (1945–1948) → Bau-Nr. 2893 | , siehe auch Hauptartikel Nordwind (Segelschulboot) |
| BX 357                 | NORDKAP                    | evtl. nur Reservierung 1946 ohne Nutzung | → Serie Nord der Yacht- und Bootswerft Burmester, Bremen-Burg (1945–1948) → Bau-Nr. 2894 | [ 75 ]                                              |
| BX 358                 | NORDMEER                   | evtl. nur Reservierung 1946 ohne Nutzung | → Serie Nord der Yacht- und Bootswerft Burmester, Bremen-Burg (1945–1948) → Bau-Nr. 2895 | [ 75 ]                                              |
| BX 359                 | NORDPOL                    | evtl. nur Reservierung 1946 ohne Nutzung | → Serie Nord der Yacht- und Bootswerft Burmester, Bremen-Burg (1945–1948) → Bau-Nr. 2896 | [ 75 ]                                              |
| BX 360                 | NORDLAND                   | evtl. nur Reservierung 1946 ohne Nutzung | → Serie Nord der Yacht- und Bootswerft Burmester, Bremen-Burg (1945–1948) → Bau-Nr. 2897 | [ 75 ]                                              |
| BX 361                 | NORDSTRAND                 | evtl. nur Reservierung 1946 ohne Nutzung | → Serie Nord der Yacht- und Bootswerft Burmester, Bremen-Burg (1945–1948) → Bau-Nr. 2898 | [ 75 ]                                              |
| BX 362                 | NORDFJORD                  | evtl. nur Reservierung 1946 ohne Nutzung | → Serie Nord der Yacht- und Bootswerft Burmester, Bremen-Burg (1945–1948) → Bau-Nr. 2899 | [ 75 ]                                              |
| BX 363                 | NORDRIFF                   | evtl. nur Reservierung 1946 ohne Nutzung | → Serie Nord der Yacht- und Bootswerft Burmester, Bremen-Burg (1945–1948) → Bau-Nr. 2900 | [ 75 ]                                              |
| BX 401                 | GERDA                      | ... 1953 ...                             | → KFK 411                                                                                | [ 15 ]                                              |
| BX 402                 | KAEPPEN JOHN (KÄPPEN JOHN) | ... 1953 ...                             | → KFK 125                                                                                | [ 15 ]                                              |
| BX 416                 | INGE                       | ... 1953 ...                             | → KFK 465                                                                                | [ 15 ]                                              |
| BX 418                 | MARLIES                    | ... 1953 ...                             | → KFK 326                                                                                | [ 15 ]                                              |
| BX 424                 | HELLA                      | ... 1953 ...                             | → KFK 545                                                                                | [ 15 ]                                              |
| BX 425                 | PIROLA                     | ... 1953 ...                             | → KFK 510                                                                                | [ 15 ]                                              |
| BX 428                 | MILDA                      | ... 1953 ...                             | → KFK 145                                                                                | [ 15 ]                                              |
| BX 429                 | HORST WILHELM              | ... 1953 ...                             | → KFK 486                                                                                | [ 15 ]                                              |
| BX 430                 | WILMA                      | ... 1953 ...                             | → KFK 256                                                                                | [ 15 ]                                              |
| BX 432                 | JAN GRIEB                  | ... 1953 ...                             | → KFK 396                                                                                | [ 15 ]                                              |
| BX 433                 | KOOPMANN BOHN              | ... 1953 ...                             | → KFK 257                                                                                | [ 15 ]                                              |
| BX 435                 | CHRISTIANA                 | ... 1953 ...                             | → KFK 60                                                                                 | [ 15 ]                                              |
| BX 436                 | JAN VAN GENT               | ... 1953 ...                             | → KFK 142                                                                                | [ 15 ]                                              |
| BX 437                 | HEIKA                      | ... 1953 ...                             | → KFK 621                                                                                | [ 15 ]                                              |
| BX 438                 | WALTRAUT                   | ... 1953 ...                             | → KFK 554                                                                                | [ 15 ]                                              |
| BX 439                 | ELSE MARIE                 | ... 1953 ...                             | → KFK 478                                                                                | [ 15 ]                                              |
| BX 441                 | PREIL                      | ... 1953 ...                             | → KFK 104                                                                                | [ 15 ]                                              |
| BX 443                 | CASTOR                     | ... 1953 ...                             | → KFK 175                                                                                | [ 15 ]                                              |
| BX 444                 | HERTHA                     | ... 1953 ...                             | → KFK 227                                                                                | [ 15 ]                                              |
| BX 445                 | PETERLE                    | ... 1953 ...                             | → KFK 284                                                                                | [ 15 ]                                              |
| BX 446                 | BAERBEL                    | ... 1953 ...                             | → KFK 232                                                                                | [ 15 ]                                              |
| BX 447                 | FREYA                      |                                          | → KFK 50                                                                                 | [ 10 ]                                              |
| BX 447                 | SYLT                       | ... 1953 ...                             | → KFK 50                                                                                 | [ 15 ]                                              |
| BX 447                 | HENNY                      |                                          | → KFK 50                                                                                 |                                                     |
| BX 452                 | KAROLINE                   | ... 1953 ...                             | → KFK 488                                                                                | [ 15 ]                                              |
| BX 453                 | OTTO                       | ... 1953 ...                             | → KFK 184                                                                                | [ 15 ]                                              |
| BX 454                 | WILHELM-PETER              | 2. Juli 1945 – 21. Juni 1955             | → KFK 185                                                                                | für 1953 ansonsten siehe Hauptartikel KFK 185       |
| BX 455                 | ROLAND                     |                                          | → KFK 63                                                                                 | [ 10 ]                                              |
| BX 455                 | MARGARETE ELISABETH        | ... 1953 ...                             | → KFK 63                                                                                 | [ 15 ]                                              |
| BX 458                 | FRIDEL                     | ... 1953 ...                             | → KFK 370                                                                                | [ 15 ]                                              |
| BX 459                 | HEITA                      | ... 1953 ...                             | → KFK 187                                                                                | [ 15 ]                                              |
| BX 460                 | NEUWERK                    | ... 1953 ...                             | → KFK 397                                                                                | [ 15 ]                                              |
| BX 461                 | MAKRELE                    | ... 1953 ...                             | → KFK 259                                                                                | [ 15 ]                                              |
| BX 462                 | IRIS                       | ... 1953 ...                             | → KFK 281                                                                                | [ 15 ]                                              |
| BX 470                 | KARIN                      | ... 1953 ...                             | → KFK 631                                                                                | [ 15 ]                                              |
| BX 471                 | FORTUNA                    | ... 1953 ...                             | → KFK 250                                                                                | [ 15 ]                                              |
| BX 472                 | ANTJE                      | ... 1953 ...                             | → KFK 469                                                                                | [ 15 ]                                              |
| BX 473                 | ELLEN                      | ... 1953 ...                             | → KFK 159                                                                                | [ 15 ]                                              |
| BX 474                 | KARL FOCK                  | ... 1953 ...                             | → KFK 246                                                                                | [ 15 ]                                              |
| BX 475                 | ADLER                      | ... 1953 ...                             | → KFK 235                                                                                | [ 15 ]                                              |
| BX 476                 | ROSENGARTEN                | ... 1953 ...                             | → KFK 188                                                                                | [ 15 ]                                              |
| BX 477                 | RAINER FALKE               | ... 1953 ...                             | → KFK 253                                                                                | [ 15 ]                                              |
| BX 478                 | ELKE                       | ... 1953 ...                             | → KFK 612                                                                                | [ 15 ]                                              |
| BX 479                 | UTA                        | ... 1953 ...                             | → KFK 366                                                                                | [ 15 ]                                              |
| BX 480                 | STEENDIEK                  | ... 1953 ...                             | → KFK 291                                                                                | [ 15 ]                                              |
| BX 481                 | GEBR. MEYER                | ... 1953 ...                             | → KFK 640                                                                                | [ 15 ]                                              |
| BX 482                 | ILSE FELDMANN              | ... 1953 ...                             | → KFK 431                                                                                | [ 15 ]                                              |
| BX 483                 | HOLSTEIN                   | ... 1953 ...                             | → KFK 156                                                                                | [ 15 ]                                              |
| BX 484                 | THEES BOTT                 | ... 1953 ...                             | → KFK 472                                                                                | [ 15 ]                                              |
| BX 485                 | HELGOLAND                  | ... 1953 ...                             | → KFK 485                                                                                | [ 15 ]                                              |
| BX 487                 | WALROSS                    | ... 1953 ...                             | → KFK 633                                                                                | [ 15 ]                                              |
| BX 488                 | MANNE                      | ... 1953 ...                             | → KFK 51                                                                                 | [ 15 ]                                              |
| BX 489                 | BLINKFUER                  | ... 1953 ...                             | → KFK 238                                                                                | [ 15 ]                                              |
| BX 490                 | ELSE                       | ... 1953 ...                             | → KFK 639                                                                                | [ 15 ]                                              |
| BX 492                 | REGULUS                    | ... 1953 ...                             | → KFK 252                                                                                | [ 15 ]                                              |
| BX 493                 | DITHMARSCHEN               | ... 1953 ...                             | → KFK 215                                                                                | [ 15 ]                                              |
| BX 494                 | FISCHEREIDIR. MEINKEN      | ... 1953 ...                             | → KFK 216                                                                                | [ 15 ]                                              |
| BX 495                 | BUTENDIEK                  | ... 1953 ...                             | → KFK 480                                                                                | [ 15 ]                                              |
| BX 496                 | HORNSRIFF                  | ... 1953 ...                             | → KFK 529                                                                                | [ 15 ]                                              |
| BX 497                 | ALBINUS                    | ... 1953 ...                             | → KFK 641                                                                                | [ 15 ]                                              |
| BX 498                 | ANITA                      | ... 1953 ...                             | → KFK 544                                                                                | [ 15 ]                                              |
| BX 499                 | FLADENGRUND                | ... 1953 ...                             | → KFK 282                                                                                | [ 15 ]                                              |
| BX 500                 | BORKUMRIFF                 | ... 1953 ...                             | → KFK 626                                                                                | [ 15 ]                                              |
| BX 501                 | JUERGEN DIETER             | ... 1953 ...                             | → KFK 238                                                                                | [ 15 ]                                              |
| BX 502                 | ALTE LIEBE                 | ... 1953 ...                             | → KFK 627                                                                                | [ 15 ]                                              |
| BX 508                 | ANDREAS                    | ... 1953 ...                             | → KFK 233                                                                                | [ 15 ]                                              |
| BX 514                 | NIEDERELBE                 | ... 1953 ...                             | → KFK 248                                                                                | [ 15 ]                                              |
| BX 515                 | GERMANIA                   | ... 1953 ...                             | → KFK 189                                                                                | [ 15 ]                                              |
| BX 518                 | OSTPREUSSEN                | ... 1953 ...                             | → KFK 219                                                                                | [ 15 ]                                              |
| BX 519                 | SATURN                     | ... 1953 ...                             | → KFK 283                                                                                | [ 15 ]                                              |
| BX 520                 | TAGILA                     | ... 1953 ...                             | → KFK 622                                                                                | [ 15 ]                                              |
| BX 522                 | BERTA                      | ... 1953 ...                             | → KFK 131                                                                                | [ 15 ]                                              |
| BX 528                 | NORMAN                     | ... 1953 ...                             | → KFK 147                                                                                | [ 15 ]                                              |
| BX 533                 | CHRISTEL                   | ... 1953 ...                             | → KFK 285                                                                                | [ 15 ]                                              |
| BX 542                 | SEELUST                    | ... 1953 ...                             | → KFK 481                                                                                | [ 15 ]                                              |
| BX 543                 | SALM                       | ... 1953 ...                             | → KFK 513                                                                                | [ 15 ]                                              |
| BX 544                 | NEPTUN                     | ... 1953 ...                             | → KFK 286                                                                                | [ 15 ]                                              |
| BX 545                 | GUDRUN                     | ... 1953 ...                             | → KFK 64                                                                                 | [ 15 ]                                              |
| BX 546                 | VATERLAND                  | ... 1953 ...                             | → KFK 301                                                                                | [ 15 ]                                              |
| BX 547                 | WANDERER                   | ... 1953 ...                             | → KFK 484                                                                                | [ 15 ]                                              |
| BX 548                 | NORDSTERN                  | ... 1953 ...                             | → KFK 293                                                                                | [ 15 ]                                              |
| BX 551                 | POLLUX                     | ... 1953 ...                             | → KFK 144                                                                                | [ 15 ]                                              |
| BX 552                 | POMMERN                    | ... 1953 ...                             | → KFK 534                                                                                | [ 15 ]                                              |
| BX 553                 | GOTLAND                    | ... 1953 ...                             | → KFK 146                                                                                | [ 15 ]                                              |
| BX 558                 | EDITH                      | ... 1953 ...                             | → KFK 368                                                                                | [ 15 ]                                              |
| BX 566                 | VINETA                     | ... 1953 ...                             | → KFK 363                                                                                | [ 15 ]                                              |
| BX 571                 | VENUS                      | ... 1953 ...                             | → KFK 287                                                                                | [ 15 ]                                              |
| BX 572                 | CARL HEIDMANN              | ... 1953 ...                             | → KFK 247                                                                                | [ 15 ]                                              |
| BX 573                 | ROLANO                     | ... 1953 ...                             | → KFK 133                                                                                | [ 15 ]                                              |
| BX 644                 | URSEL                      | 1955–1972                                | → KFK 395                                                                                | [ 48 ]                                              |
| BX 644                 | BAERBEL                    | 1972–1973                                | → KFK 395                                                                                | [ 48 ]                                              |
| BX 644                 | BAERBEL II                 | 1973–1977                                | → KFK 395                                                                                | [ 48 ]                                              |
| BX 718                 | CHARLOTTE I                |                                          | → KFK 94                                                                                 | [ 10 ]                                              |

#### HF = Hamburgisch-Finkenwärder (ab 1947 Hamburg-Finkenwerder)
| Fischerei- kennzeichen      | Name                 | Kennung benutzt von/bis                                  | Verweis                                                                                               | Quellen       |
| --------------------------- | -------------------- | -------------------------------------------------------- | --- | ------------- |
| HF 385                      | ANTJE                | von 1947? bis 1984?                                      | → KFK ? (24-Meter-Kutter von 1943 aus Lidingö, Schweden) evtl. KFK 309, Zuordnung ist zu verifizieren | [ 76 ]        |
| HF 385                      | ANTJE                |                                                          | → KFK 115, Zuordnung ist zu verifizieren                                                              | [ 10 ]        |
| HF 390                      | HEIMAT               | vom 25. November 1946 bis 22. August 1966                | angeblich sowohl → KFK 337 als auch ab 25. November 1946 → KFK 370, unklare KFK.-Zuordnung            | [ 76 ]        |
| HF 398                      | STEENDIEK            | vom 15. Oktober 1947 bis 1968                            | → KFK 291                                                                                             | [ 76 ]        |
| HF 404                      | METEOR               | vom 26. Juli 1946 bis 1952?                              | → KFK 743                                                                                             | [ 76 ]        |
| HF 406                      | BUSSARD              | vom 13. November 1946 bis 2000?                          | → KFK 373                                                                                             | [ 76 ]        |
| HF 407                      | AUDIEK               | vom 1. August 1946 bis 15. September 1964                | → KFK 394                                                                                             | [ 76 ]        |
| HF 408                      | ELKE                 | vom 16. August 1946 bis 1953                             | → KFK 612                                                                                             | [ 76 ]        |
| HF 409                      | KÄTE                 | vom 16. August 1946 bis 1968                             | → KFK 269                                                                                             | [ 76 ]        |
| HF 410                      | KARIN                | vom 2. September 1947 bis 1953 und nochmal 1954 bis 1995 | → KFK 631                                                                                             | [ 76 ]        |
| HF 411                      | GEBRÜDER MEYER       | vom 2. September 1946 bis 1948?                          | → KFK 640                                                                                             | [ 76 ]        |
| HF 412                      | ILSE FELDMANN        | vom 2. September 1946 bis Februar 1948                   | → KFK 431                                                                                             | [ 76 ]        |
| HF 413                      | C. H. KREFT          | 5. Juni 1946 bis 1962                                    | → KFK 630                                                                                             | [ 76 ]        |
| HF 415                      | ANNA LENE            | 8. September 1946 bis 1948                               | → KFK 372 lt. Kutterkommission auch „Bootsnummer“ 725 (?)                                             | [ 76 ]        |
| HF 416                      | HANS HINRICH         | 8. September 1946 bis 1951?                              | → KFK 360                                                                                             | [ 76 ]        |
| HF 417                      | WESTERDIEK           | 8. September 1946 bis 1953?                              | → KFK 371                                                                                             | [ 76 ]        |
| HF 418                      | HOLSTEIN             | 30. September 1946 bis 1947                              | → KFK 235                                                                                             | [ 76 ]        |
| HF 419                      | DIEKSAND             | 1955 bis 1976?                                           | | [ 76 ]        |
| HF 423                      | ANKE                 | 10. Dezember 1946 bis 1949                               | → KFK 561                                                                                             | [ 76 ]        |
| HF 424                      | ORION                | 10. Dezember 1946 bis 1952                               | → KFK 623                                                                                             | [ 76 ]        |
| HF 425                      | KLAUS HINRICH        | 14. Dezember 1946 bis 1951?                              | → KFK 624                                                                                             | [ 76 ]        |
| HF 428                      | NORDLICHT            | 23. Dezember 1946 bis 1951?                              | → KFK 517 und/oder → KFK 615 Hintergrund für Zuordnungsproblem der Quelle unklar                      | [ 76 ]        |
| HF 429                      | FINKWARDER           | 28. Dezember 1946 bis 1952                               | → KFK 537                                                                                             | [ 76 ]        |
| HF 431                      | KEHRWIEDER           | 30. Dezember 1946 bis 1952?                              | → KFK 500                                                                                             | [ 76 ]        |
| HF 432                      | ALTMARK              | 30. Dezember 1946 bis 1951?                              | → KFK 392                                                                                             | [ 76 ]        |
| HF 433                      | SIRIUS               | 30. Dezember 1946 bis 1951?                              | → KFK 406                                                                                             | [ 76 ]        |
| HF 434                      | H. WORTHMANN         | 6. Januar 1947 bis 1951?                                 | → KFK 318                                                                                             | [ 76 ]        |
| HF 438                      | FANÖ                 | 6. Januar 1947 bis 1948                                  | → KFK 359                                                                                             | [ 76 ]        |
| HF 440                      |                      |                                                          | | [ 76 ]        |
| HF 449                      |                      |                                                          | | [ 76 ]        |
| HF 463                      | GLÜCKAUF             |                                                          | → KFK 105                                                                                             | [ 10 ] [ 76 ] |
| HF 464                      |                      |                                                          | → KFK 253                                                                                             | [ 76 ]        |
| HF 466                      | SEEBÄR               |                                                          | → KFK-Typ, aber Herkunft unbekannt                                                                    | [ 76 ]        |
| HF 469                      |                      |                                                          | → KFK 366                                                                                             | [ 76 ]        |
| HF 471                      |                      |                                                          | → KFK 250                                                                                             | [ 76 ]        |
| HF 472                      |                      |                                                          | | [ 76 ]        |
| HF 473                      |                      |                                                          | | [ 76 ]        |
| HF 474                      |                      |                                                          | | [ 76 ]        |
| HF 475                      |                      |                                                          | | [ 76 ]        |
| HF 476                      |                      |                                                          | | [ 76 ]        |
| HF 478                      |                      |                                                          | | [ 76 ]        |
| HF 484                      |                      |                                                          | | [ 76 ]        |
| HF 486                      |                      |                                                          | | [ 76 ]        |
| HF 493                      | NORDMEER             |                                                          | → Serie Nord der Yacht- und Bootswerft Burmester, Bremen-Burg (1945–1948) → Bau-Nr. 2895              | [ 76 ]        |
| HF 495                      | CONCORDIA oder INGER | ?                                                        | →KFK 613                                                                                              | [ 76 ]        |
| HF 498                      | LISA                 |                                                          | 24-Meter-Kutter! evtl. KFK, evtl. Nachkriegsbau!                                                      | [ 76 ]        |
| HF 502                      |                      |                                                          | → KFK 551                                                                                             | [ 76 ]        |
| HF 506                      |                      |                                                          | → KFK 184                                                                                             | [ 76 ]        |
| HF 508                      |                      |                                                          | → KFK 662                                                                                             | [ 76 ]        |
| HF 515                      |                      |                                                          | Nachkriegs-KFK von Jonni Eckmann!?                                                                    | [ 76 ]        |
| HF 516 Flottbeck Peter Loop |                      |                                                          | |               |
| HF 517                      |                      |                                                          | → KFK 518                                                                                             | [ 76 ]        |
| HF 518                      |                      |                                                          | → KFK 185                                                                                             | [ 76 ]        |
| HF 519                      |                      |                                                          | → KFK 322                                                                                             |               |
| HF 520                      | NORDLAND             |                                                          | → Serie Nord der Yacht- und Bootswerft Burmester, Bremen-Burg (1945–1948) → Bau-Nr. 2897              |               |
| HF 522                      | NYMPHE               |                                                          | → KFK 125                                                                                             | [ 76 ]        |
| HF 523                      | ANITA                |                                                          | → KFK 523                                                                                             | [ 76 ]        |
| HF 524                      | BORKUMRIFF           |                                                          | → KFK 626                                                                                             | [ 76 ]        |
| HF 525                      | HORNSRIFF            |                                                          | → KFK 529                                                                                             | [ 76 ]        |
| HF 526                      | NIEDERELBE           |                                                          | → KFK 248                                                                                             | [ 76 ]        |
| HF 527                      | JAN VAN GENT         |                                                          | → KFK 142                                                                                             | [ 76 ]        |
| HF 529                      | SEILMOKER            |                                                          | → KFK 147                                                                                             | [ 76 ]        |
| HF 530                      | NIXE                 | vom 14. April 1955 bis 1970                              | → KFK 104                                                                                             | [ 76 ]        |
| HF 530                      | NICOLE               | von 1970 bis 3. Dezember 1981                            | → KFK 104                                                                                             | [ 76 ]        |
| HF 531                      | RUNGHOLT             | vom 5. Juli 1957 bis 1959                                | → KFK 625                                                                                             | [ 76 ]        |
| HF 532                      | P.J.MARWITZ          | vom 17. Oktober 1958 bis 1980?                           | → KFK 63                                                                                              | [ 10 ] [ 76 ] |
| HF 534                      |                      |                                                          | → KFK 641                                                                                             | [ 76 ]        |
| HF 535                      |                      |                                                          | → KFK 407                                                                                             | [ 76 ]        |
| HF 540                      |                      |                                                          | → KFK 622                                                                                             | [ 76 ]        |
| HF 546                      |                      |                                                          | → KFK 522                                                                                             | [ 76 ]        |
| HF 565                      | AUDIEK               |                                                          | → KFK 394                                                                                             | [ 76 ]        |
| HF 568                      |                      |                                                          | → KFK 187                                                                                             | [ 76 ]        |

#### KIE = Kiel
| Fischerei- kennzeichen | Name          | Kennung benutzt von/bis | Verweis   | Quellen                                                |
| ---------------------- | ------------- | ----------------------- | --------- | ------------------------------------------------------ |
| KIE 727                | ZUFRIEDENHEIT | 1947–1951               | → KFK 377 | [ 10 ]                                                 |
| KIE 732                | ORION         | 1952–1953               | → KFK 623 | und Dr. H. Danner in KFK-Thread des Forums von fky.org |
| KIE 735                | GUDRUN        | ...1947...              | → KFK 064 | [ 10 ] [ 77 ]                                          |

#### NC = Cuxhaven (Hochseefischerei ab 1948/49)
| Fischerei- kennzeichen | Name         | Kennung benutzt von/bis | Verweis   | Quellen                                        |
| ---------------------- | ------------ | ----------------------- | --------- | ---------------------------------------------- |
| NC 300                 | LEONIE       | 1983–1987               | → KFK 248 | [ 10 ]                                         |
| NC 358                 | MUSCHELGRUND | 1948–1953               | → KFK 322 | [ 10 ]                                         |
| NC 429                 | INGRID       |                         | → KFK 124 | H. Danner im KFK-Thread des Forums von fky.org |
| NIE 19                 | RENATE       | Juni 1947–1953          | → KFK 530 | [ 10 ]                                         |

#### PC = Cuxhaven bis April 1949 und = Cranz bis 31. März 1938, danach Hamburg
| Fischerei- kennzeichen | Name         | Kennung benutzt von/bis | Verweis   | Quellen |
| ---------------------- | ------------ | ----------------------- | --------- | ------- |
| PC 358                 | MUSCHELGRUND | 1946–1948               | → KFK 322 | [ 10 ]  |

#### SE = Seester
| Fischerei- kennzeichen | Name   | Kennung benutzt von/bis | Verweis   | Quellen                                        |
| ---------------------- | ------ | ----------------------- | --------- | ---------------------------------------------- |
| SE 2                   | SIRIUS |                         | → KFK 124 | H. Danner im KFK-Thread des Forums von fky.org |

#### SH = Heiligenhafen
| Fischerei- kennzeichen | Name | Kennung benutzt von/bis | Verweis   | Quellen |
| ---------------------- | ---- | ----------------------- | --------- | ------- |
| SH 19                  |      |                         | → KFK 189 |         |

#### SG = Schleswigsch-Glückstadt
| Fischerei- kennzeichen | Name    | Kennung benutzt von/bis    | Verweis   | Quellen                                        |
| ---------------------- | ------- | -------------------------- | --------- | ---------------------------------------------- |
| SG 17                  | ANKE II | 26. Mai 1955 bis ca. 1960? | → KFK 95  | H. Danner im KFK-Thread des Forums von fky.org |
| SG 18                  | ANKE    | 21. Januar 1954 bis 1955   | → KFK 380 | H. Danner im KFK-Thread des Forums von fky.org |

#### SK (Ostsee) = Kiel (Möltenort, Kiel ab 1948) und Heikendorf bei Laboe
| Fischerei- kennzeichen | Name   | Kennung benutzt von/bis   | Verweis   | Quellen       |
| ---------------------- | ------ | ------------------------- | --------- | ------------- |
| SK 3                   | GUDRUN | 1959 oder 1961 bis 1976 ? | → KFK 064 | [ 10 ] [ 77 ] |

#### SO = Schleswigsch-Niendorf (Ostsee), sowie bis 1955 = Kiel
| Fischerei- kennzeichen | Name          | Kennung benutzt von/bis | Verweis   | Quellen                                                             |
| ---------------------- | ------------- | ----------------------- | --------- | ------------------------------------------------------------------- |
| SO 1                   | RENATE        | 1953–1984               | → KFK 530 | sowie T. Lüdicke und H. Danner im KFK-Thread des Forums von fky.org |
| SO 2                   | NEPTUN III    | April 1957-Februar 1992 | → KFK 640 | und T. Lüdicke im KFK-Thread des Forums von fky.org                 |
| SO 3                   | UTSIRE        | August 1959–????        | → KFK 551 | und T. Lüdicke im KFK-Thread des Forums von fky.org                 |
| SO 4                   | VENUS         | August 1959–????        | → KFK 526 | und T. Lüdicke im KFK-Thread des Forums von fky.org                 |
| SO 7                   | FRISCHES HAFF | 1951–1954               | → KFK 522 | [ 10 ]                                                              |
| SO 93                  | VENUS         | Juli 1954-August 1959   | → KFK 526 | [ 10 ]                                                              |
| SO 216                 | ZUFRIEDENHEIT | 1954–1959               | → KFK 377 | [ 10 ]                                                              |
| SO 229                 | UTSIRE        | 1954-August 1959        | → KFK 551 | [ 10 ]                                                              |
| SO 272                 | WILHELM-PETER | 1955-August 1959        | → KFK 185 | [ 10 ]                                                              |
| SO 295                 | GUDRUN        | Ende 1950er Jahre       | → KFK 064 | [ 10 ] [ 77 ]                                                       |

#### SS = Schulau / Elbe
| Fischerei- kennzeichen | Name | Kennung benutzt von/bis | Verweis   | Quellen                                                                     |
| ---------------------- | ---- | ----------------------- | --------- | --------------------------------------------------------------------------- |
| SS 95                  | ANKE | 1950 bis 5. Juli 1951   | → KFK 336 | Dr. H. Danner im ThemaFK als Yachten im Forum „Geschichtliches“ von fky.org |

#### TRA = Travemünde
| Fischerei- kennzeichen | Name          | Kennung benutzt von/bis | Verweis   | Quellen |
| ---------------------- | ------------- | ----------------------- | --------- | ------- |
| TRA 24                 | Zufriedenheit | 1951–1954               | → KFK 377 | [ 10 ]  |

### Noch vor wenigen Jahren existierende Kutter mit Rumpfform entsprechend „Reichsfischkutter G“
Führende Nullen bei den KFK-Nummern dienen nur der korrekten Spaltensortierung.
| aktueller oder letzter Name                                                               | Verweis                                                         | Land, Registerhafen oder Standort/Basis       | Verwendung | Quellen, Bildnachweise, Webpräsenz |
| ----------------------------------------------------------------------------------------- | --------------------------------------------------------------- | --------------------------------------------- | --- | --- |
| ANDREA                                                                                    | noch ohne Zuordnung                                             | 2000–2007 DE, Duisburg Marina im Innenhafen   | Am 26. Juni 2007 gesunken, am 30. Juni wieder gehoben und dabei beinahe abgebrannt, im Juli 2007 in Mühlheim adR abgebrochen oder nach den Niederlanden verbracht                                      | [ 78 ] [ 79 ] [ 80 ] [ 81 ] [ 82 ] [ 83 ] [ 84 ] [ 85 ] [ 86 ] |
| ANTARES                                                                                   | → KFK 518                                                       | DE, Orth (auf Fehmarn)                        | Hochseeangeln, Tauchfahrten, Vergnügungsfahrten, Seebestattungen, Rundfahrten | http://www.hochseeangeln-antares.de/ |
| ANTJE D                                                                                   | → KFK 095                                                       | DE, Maasholm                                  | Hochseeangeln | lt. Dr. H. Danner |
| ATAIR                                                                                     | → KFK 214                                                       | DE, Oortkaten                                 | Privatyacht, Auflieger | Nachweise: |
| ATLANTIC                                                                                  | → KFK 213                                                       | DE, Greifswald                                | Erlebnispädagogik | http://www.atlantic-jugendhilfe.org/schiff-atlantic |
| BALTIC LADY II                                                                            | noch ohne Zuordnung                                             | PL, ...                                       | steht zum Verkauf | http://www.rejsy.ustka.pl/ , http://www.ships.pl/new/index.php/en/pokaz/23/40/ |
| BARRACUDA                                                                                 | → KFK 372                                                       | Register: UK, ? Basis: IT, Portisco/Sardinien | Charteryacht | http://www.barracuda-yacht-charter.com/ |
| BIBBEN                                                                                    | → KFK 096                                                       | NO, Grimstad                                  | Fisketurer, Skjærgårdsturer, Sightseeing, Dykketurer, Firmaturer, Havfisketurer, Helgeturer u. a. nach Vereinbarung                                                                                    | http://www.bibben.no/ |
| CAPELLA                                                                                   | → KFK 334                                                       | DE, Eckernförde                               | schwimmender, festliegender Fischimbiss | Bildnachweis: http://www.forum-schiff.de/phpBB3/viewtopic.php?&t=109&p=36063 , |
| CARIBIC                                                                                   | → KFK 491                                                       | DE,                                           | 2005 gestrandet und zerstört durch Wellenschlag | [ 89 ] |
| CARO                                                                                      | noch ohne Zuordnung                                             | DE, Liddow?                                   | Privatsegelyacht | http://www.verein-alte-schiffe.de/ |
| DOLPHIN                                                                                   | → KFK 259                                                       | US, CT, Norwalk                               | Privatyacht für Umweltprojekte, Stagsegelschoner | http://www.schoonerdolphin.com/ |
| ELKE                                                                                      | → KFK 612                                                       | DE, Heikendorf                                | schwimmender, festliegender Fischimmbiss („Fischbratkutter“) | Bildnachweise: - 2007: http://www.shipspotting.com/modules/myalbum/photo.php?lid=438737&cid=53 |
| FIO                                                                                       | → KFK 127                                                       | DK, Hirtshals                                 | | http://www.msfio.dk/ |
| FLEUR DE PASSION                                                                          | noch ohne Zuordnung                                             | Flagge: Schweiz, Basis: FR, Marseille         | Expeditionsschiff | http://www.omexpedition.ch/index.php/fr/l-expedition/fleur-de-passion |
| FORELLE                                                                                   | → KFK 110                                                       | DE, Heikendorf                                | Betriebsfeiern, Familienfeste, Hafenrundfahrten, Fahrten in den Nord-Ostsee-Kanal, Fahrten bei maritimen Großveranstaltungen (Kieler Woche), Seetrauung, Hochseeangeln, Seebestattungen                | http://www.ms-forelle.de/ |
| GLEDEN oder GLÆDEN ex K.N.M. HELLESØY                                                     | noch ohne Zuordnung                                             | NO,                                           | zuletzt Hausboot. 2009 abgebrochen? | |
| GOTLAND                                                                                   | → KFK 146                                                       | DE, Kappeln                                   | Tagesfahrt und Abendfahrten, Fahrten bei maritimen Großveranstaltungen, Teamtraining (auch mit Trainer), Tauchfahrten, Seebestattungen, Vermessungsfahrten, Forschungsaufträge u. a. nach Vereinbarung | http://www.charterzentrum-kappeln.com/ |
| GRET PALUCCA                                                                              | → KFK 138                                                       | DE, List/Sylt                                 | Seehundschauen und Seetierfang von List auf sylt aus | http://www.adler-schiffe.de/ |
| GUDRUN                                                                                    | → KFK 064                                                       | DE, Rostock                                   | Hochseeangeln, Begleitfahrten bei maritimen Veranstaltungen | [ 90 ] |
| HAI IV                                                                                    | → KFK 189                                                       | DE, Heiligenhafen                             | Hochseeangeln | http://www.ms-hai4.de/ |
| HAVSTRYGEREN                                                                              | → KFK 417                                                       | DK, Helsingør                                 | Hochseeangeln | http://www.elida.fishing.dk/ |
| HELA                                                                                      | → KFK 142                                                       | DE, Arnis                                     | 2009 abgebrochen | Bildnachweise: ... |
| KAPITAN GŁOWACKI                                                                          | noch ohne Zuordnung, Wiederaufbau aus Restbestand in Swinemünde | PL, Trzebież (in der Nähe von Stettin)        | Schulschiff der Polski Związek Żeglarski (Polish Yachting Association) | http://www.coz.com.pl/trzebieskie-jachty-morskie/jachty-sy-kapitan-glowacki.html |
| KAPITÄN KARL OTTO (HF 526)                                                                | → KFK 248                                                       | DE, Bremerhaven                               | ... | http://www.kriegsfischkutter.de/ |
| KEHRWIEDER                                                                                | → KFK 500                                                       | DE, Rostock-Warnemünde                        | Hochseeangeln | http://www.antaris.m-vp.de/ |
| KLAUS-PETER                                                                               | noch ohne Zuordnung                                             | DE, Heiligenhafen                             | Hochseeangeln | http://www.hochseeangeln-klauspeter.de/ |
| KORMORAN                                                                                  | noch ohne Zuordnung                                             | DE, ...                                       | | http://www.meteor-webservice.de/meteor-webservice-cgi/topixx?op=preview&ID=1097088331&string=KFK |
| LANGELAND I                                                                               | → KFK 246                                                       | DE, ...                                       | ... | |
| ILLUSION                                                                                  | → KFK 382                                                       | DE, Itzehoe                                   | ? | |
| JULE                                                                                      | → KFK 395                                                       | DE, Heiligenhafen                             | Hochseeangeln thematisierte Ostsee-Kreuzfahrten, Tagesfahrten, Events, Seminare, Charter aller Art | http://www.nickelswalde.de/ |
| LE DON DU VENT                                                                            | → „Serie Nord“ Bau-Nr. 2898, ex. Nordstrand                     | FR, Marseille, Vieux-Port                     | Charteryacht, Marseille, Calanques, Côte Bleue, Côte d’Azur, Korsika | www.ledonduvent.com |
| LIBERTAD                                                                                  | noch ohne Zuordnung                                             | DE, Arnis                                     | Motorsegler, Privatyacht | |
| LILLY                                                                                     | → KF 144                                                        | DE, 2009 noch Flensburg                       | Privatyacht | Bildnachweise |
| LINA                                                                                      | noch ohne Zuordnung                                             | DE, Arnis                                     | Motorsegler, Privatyacht | |
| MAVANA                                                                                    | → KFK 322                                                       | Register: UK, Gibraltar Basis: ?              | Charteryacht | letzter Nachweis 2008: |
| MENTOR II                                                                                 | → KFK 113                                                       | DE, Hamburg                                   | Privatyacht | Bildnachweis von 2002: |
| NADINE                                                                                    | → KFK 554                                                       | UK, West Mersea                               | Hausboot | |
| NORDLAND                                                                                  | → Serie „Nord“ Bau-Nr. ....                                     | ?                                             | Motorsegler, Privatyacht | ... |
| NORDLAND                                                                                  | → KFK ...                                                       | DE, ...                                       | Hochseeangeln, Regattabegleitung, Gesellschaften, Geburtstagsfeiern, Konfirmation, Tauchfahrten, Tontaubenschießen, Hochzeiten, Taufen, Seebestattungen                                                | http://www.msnordland.de/ |
| NORDWIND                                                                                  | → Serie „Nord“ Bau-Nr. ....                                     | DE, ...                                       | ... | ... |
| NYMPHE av Malmö                                                                           | → KFK 125                                                       | bis 2007 SE, Malmö                            | ... | ... |
| ONZE LINQUENDA                                                                            | noch ohne Zuordnung                                             | NL, ...                                       | Privatyacht, Holzbeplankung ersetzt durch Metall | |
| OSTE REFF                                                                                 | → KFK 622                                                       | DE, Bremerhaven                               | steht zum Verkauf | |
| OSTPREUSSEN I                                                                             | → KFK 109                                                       | DE, Heiligenhafen                             | | |
| PLENTY WAHALLA                                                                            | → KFK 369                                                       | UK, ?                                         | Privatyacht | letzte Nachweise 2004–2006: privater Ausdruck vom 27. März 2004 von |
| POLAR (HF 476)                                                                            | → KFK 188                                                       | DE, Museumshafen Greifswald                   | Privatyacht | Bildnachweise 9/2007: http://nok-schiffsbilder.de/modules/myalbum/photo.php?lid=4607 (Fischereikennzeichen wahrscheinlich nur Reminiszenz an Geschichte und Registrierung in Kiel, Heimathafen Stralsund) www.HF476.de |
| RÜGEN II                                                                                  | → KFK 478                                                       | DE, Heiligenhafen                             | in den 1980er Jahren gestrandet nahe Heiligenhafen, im Mai 2007 abgebrochen | Bildnachweise: http://www.ms-seeteufel.de/img/an_info_095-myg-gr.jpg, http://www.piegenschke.de/html/wracks_1.html und Folgende, http://4.bp.blogspot.com/_TQF4EXl4cxU/SiwdAA6V9vI/AAAAAAAAA1Q/kG4vR6vYZ4o/s1600-h/heiligenhafen.jpg Nachweis Abbruch: http://www.fehmarn24.de/nachrichten/heiligenhafen/schiffswrack-wird-geborgen-688462.html |
| SEEMOEWE                                                                                  | KFK ???                                                         | UK, London (bis 200×)                         | | |
| SEESTERN II                                                                               | → KFK 319                                                       | DE, ...                                       | stillliegend in Emden | Bildnachweise von 2004: http://www.shipspotting.com/modules/myalbum/photo.php?lid=592221 . Vom 17. Februar 2010: http://www.shipspotting.com/modules/myalbum/photo.php?lid=1065833 , http://www.shipspotting.com/modules/myalbum/photo-1056115-SEESTERN+II                                                                                      |
| SEETEUFEL                                                                                 | noch ohne Zuordnung: → Porträt SEETEUFEL                        | DE, ...                                       | Hochseeangeln | http://www.ms-seeteufel.de/ |
| SIMONE (R.)                                                                               | → KFK 488                                                       | DE, Eckernförde                               | Hochseeangeln | [ 94 ] |
| SIR ANTHONY                                                                               | noch ohne Zuordnung                                             | ES, Málaga, Puerto Benalmádena                | private Charteryacht | https://www.youtube.com/watch?v=a0e_HKOt19M , http://www.marinacharters.es/ , http://yachtbroker.escapeartist.com/boats/action/view/boat/140/index.html |
| SIRIUS                                                                                    | → KFK 124                                                       | DE, Lübeck                                    | Privatyacht, Presseboot Hanse Sail Rostock, steht zum Verkauf | |
| SOLEK ex K.N.M. KARLSØY                                                                   | noch ohne Zuordnung                                             | NO, ...                                       | Privatyacht für Repräsentationszwecke der Fa. Solstad, an Küstenkulturverein „Råseglarlaget“ geschenkt.                                                                                                | ... |
| SÜDWIND                                                                                   | → KFK 363                                                       | DE, Burgstaaken/Fehmarn                       | Hochseeangeln | http://www.hochseeangeln-info.de/ |
| SVOLVÆRING (N-648-V)                                                                      | noch ohne Zuordnung                                             | NO, Tranøy                                    | Restaurantschiff an Land | ... |
| TANJA                                                                                     | 24-Meter-Kutter aus der DDR → SAS 237                           | DE, Heiligenhafen                             | Hochseeangeln | [ 95 ] |
| THOR                                                                                      | → KFK 394 lt. Dr. H. Danner → KFK 005 lt. Verkaufsanzeige       | DE, Bremerhaven                               | | |
| TRES HOMBRES                                                                              | → KFK 634 lt. Dr. H. Danner                                     | NL, ...                                       | Schonerbrigg, Handelssegler | http://www.zeilendehandelsvaart.nl/ , http://www.svtreshombres.com/ |
| VAGEL GRIP                                                                                | → KFK 327                                                       | DE, Rostock                                   | Traditionskutter, Ausfahrten, maritime Übernachtungen | http://www.vagel-grip.de/ |
| VENUS                                                                                     | → KFK 526                                                       | DE, ...                                       | Tauchen, Expedition, Maritime Dienstleistungen/Forschung, Veranstaltungen | [ 96 ] |
| WILHELM PETER                                                                             | → KFK 185                                                       | DE, Bremerhaven                               | Restaurantschiff im Schaufenster Fischereihafen, auch Lachsräuchertörns auf die Weser | KFK 185 |
| ZUFRIEDENHEIT                                                                             | → KFK 377                                                       | DE, Rostock-Warnemünde                        | Hochseeangeln, Hafenrundfahrten, Betriebsausflüge, Weihnachtsfeiern, Geburtstagsfeiern, Hochzeiten, Fahrten bei maritimen Großveranstaltungen, 2020 verschrottet                                       | http://www.ms-zufriedenheit.de/ |
| Nachkriegsnamen weiterer in Norwegen verbliebener KFK: A.O. ex FRANKEN, K.N.M. JUSTØY ... |                                                                 |                                               | | |